# Jüterbog

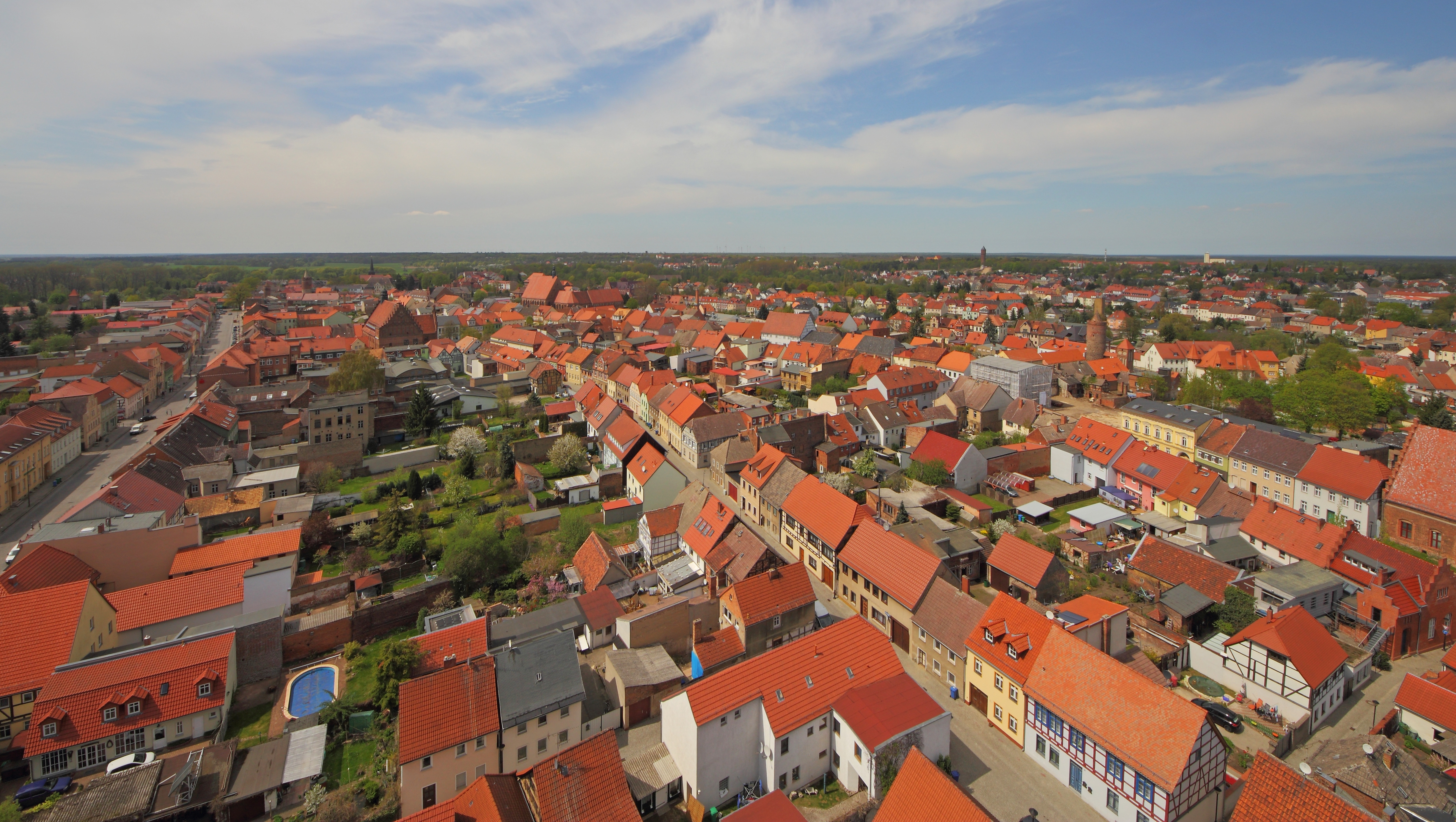
Altstadt von Jüterbog

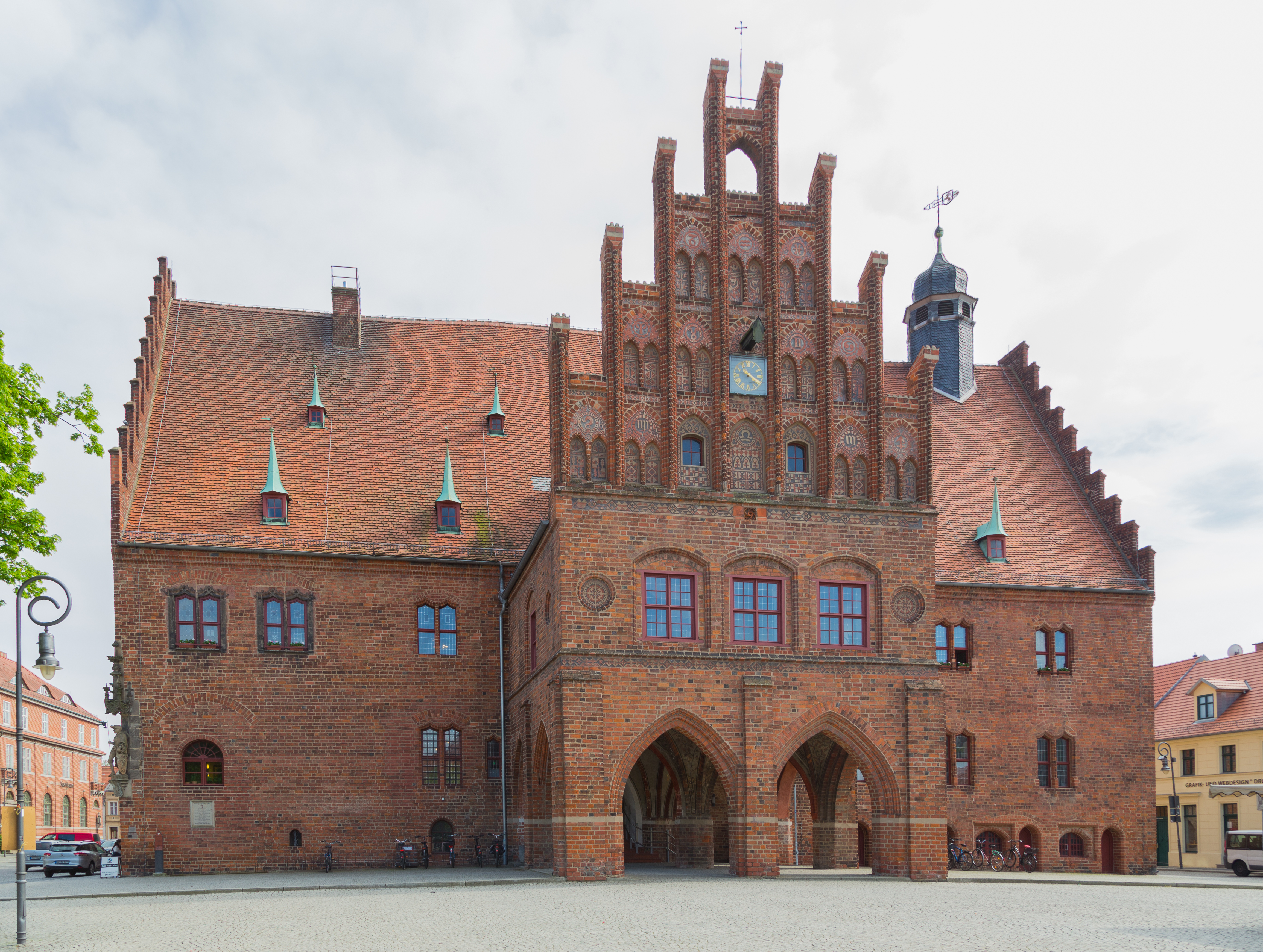
Rathaus

Jüterbog (niederdeutsch Jieterbog oder Jieterbock; niedersorbisch Jutšobog, veraltet auch: Jutrobog, Jitšobog, Witšebok) ist eine Kleinstadt im Landkreis Teltow-Fläming im Bundesland Brandenburg. Sie ist Mitglied der Arbeitsgemeinschaft „Städte mit historischen Stadtkernen“ des Landes Brandenburg.

## Geografie
Jüterbog liegt in einer weiten Talmulde westlich der oberen Nuthe am Übergang zwischen Hohem und Niederem Fläming. Nördlich befindet sich ein Fließ, das im Laufe der Zeit mit einem Meliorationsgraben, dem Graben 2 Grüna, entwässert wurde. Die Siedlung war ursprünglich vollständig von einem Sumpf umgeben und nur durch Dämme zu erreichen. Hiervon zeugt noch heute der Wohnplatz Damm, eine 1356 erstmals als uffe dem damme erwähnte Siedlung südlich des Ortskerns. Auf einem Horst befand sich ein altslawischer Burgwall, der in eine Parkanlage umgewandelt wurde. Der Grabenverlauf ist im Osten, Südosten und Norden jedoch noch gut zu erkennen. Der Flurname Schloßberg weist dabei auf eine mittelalterliche Burg hin. Knapp drei Kilometer weiter östlich befindet sich ein weiterer Burgwall auf dem Gebiet der Bürgerwiesen, die vom Bürgerwiesener Graben entwässert werden. Er besitzt einen Außendurchmesser von rund 50 bis 60 Metern sowie einen Innendurchmesser von rund 25 Metern. Im 19. Jahrhundert sollen die Wallreste noch eine Höhe von fünf Fuß besessen haben.

## Stadtgliederung
Zur Stadt Jüterbog gehören folgende Ortsteile mit den zugehörigen Wohnplätzen:
- Fröhden
- Grüna
- Kloster Zinna mit den Wohnplätzen Kaltenhausen, Neue Häuser
- Markendorf mit dem Wohnplatz Waldsiedlung
- Neuheim
- Neuhof mit dem Wohnplatz Ziegelei
- Werder

Zum ortsteilfreien Kerngebiet von Jüterbog gehören zudem die Wohnplätze Bürgermühle, Damm, Neues Lager, Neumarkt, Quellenhof und Waldau sowie die abgegangenen Siedlungen Neue Mühle und Forsthaus Bischofspfuhl.

## Geschichte

### Ersterwähnung und frühe Neuzeit

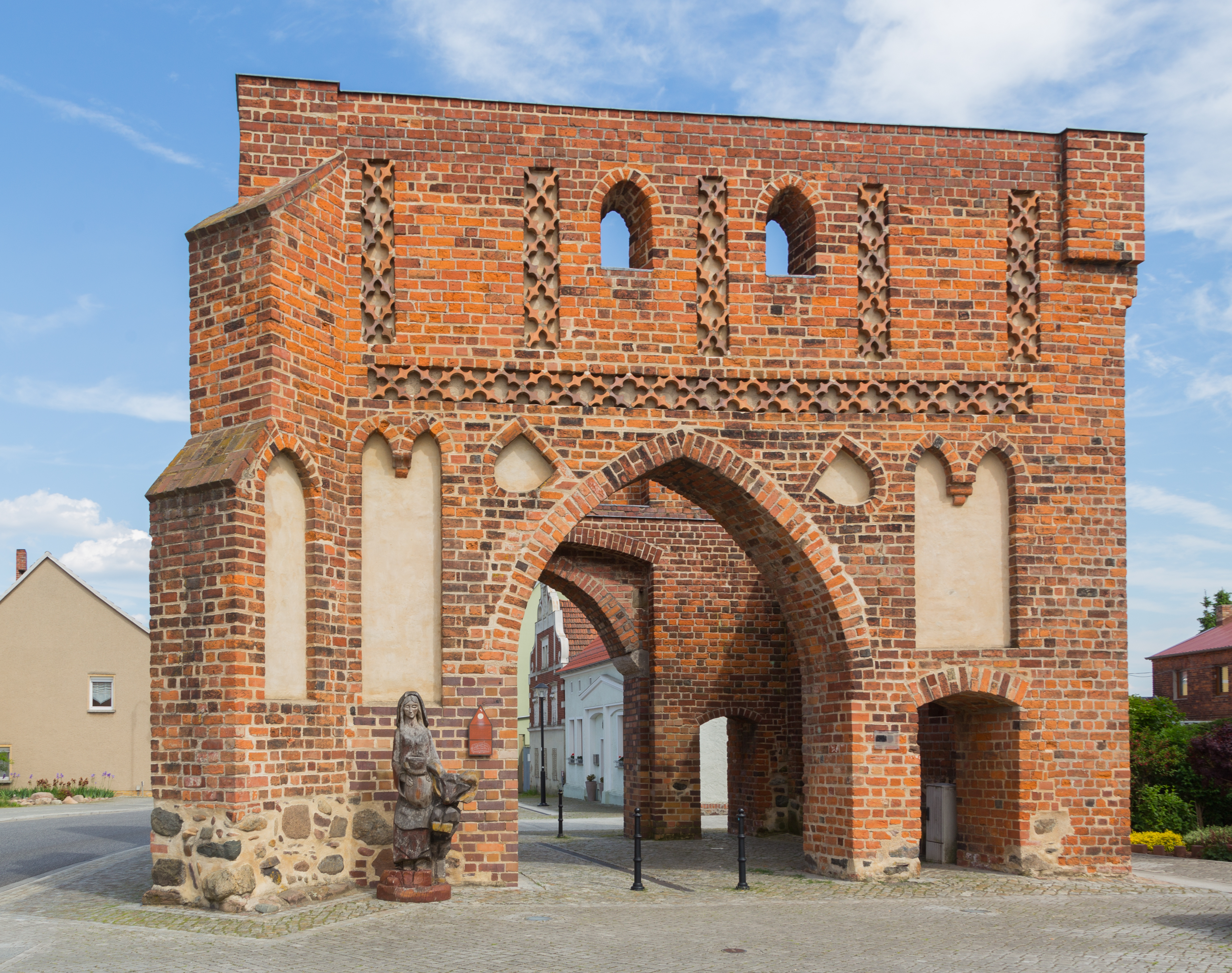
Neumarkttor

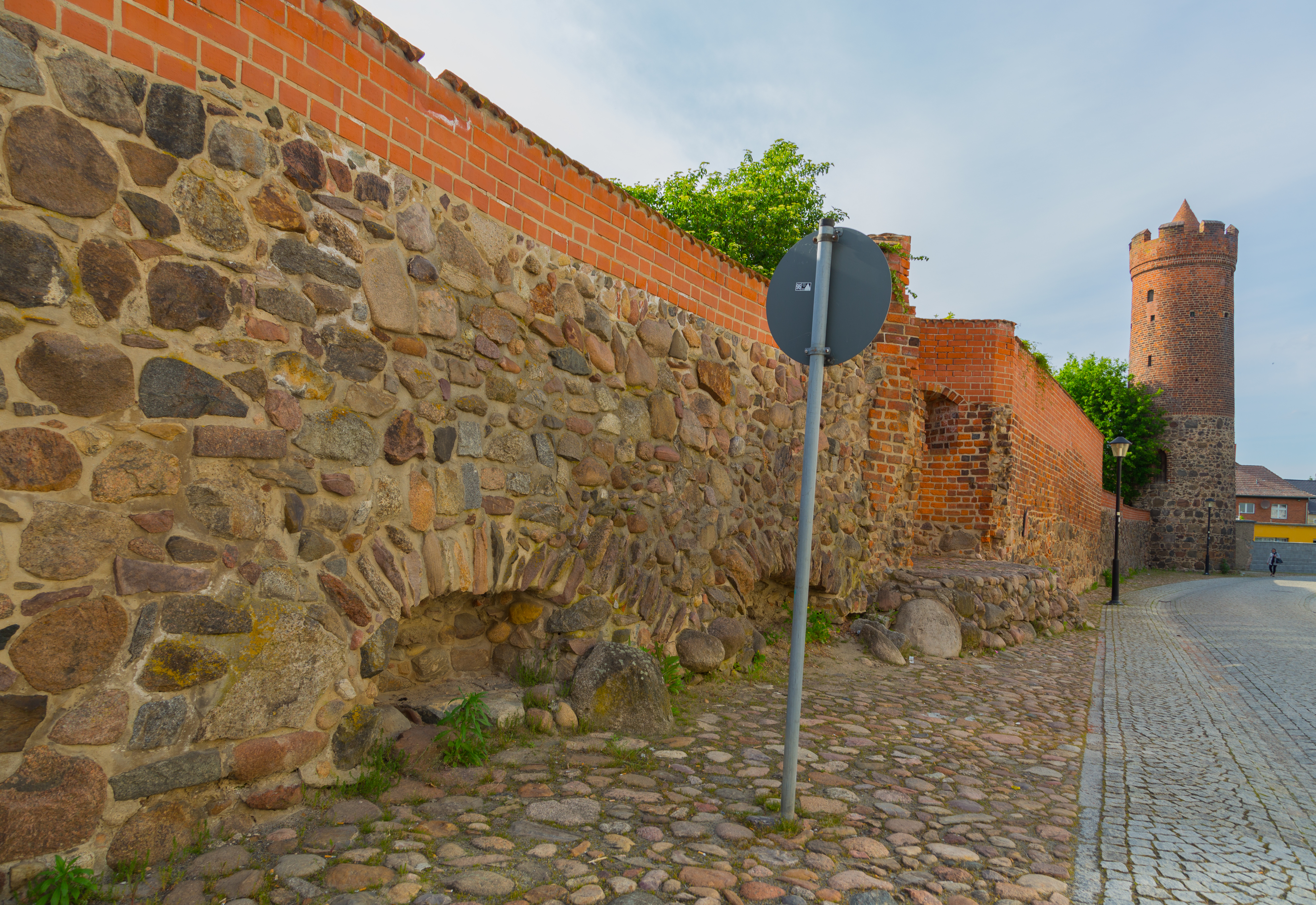
Teil der historischen Stadtbefestigung

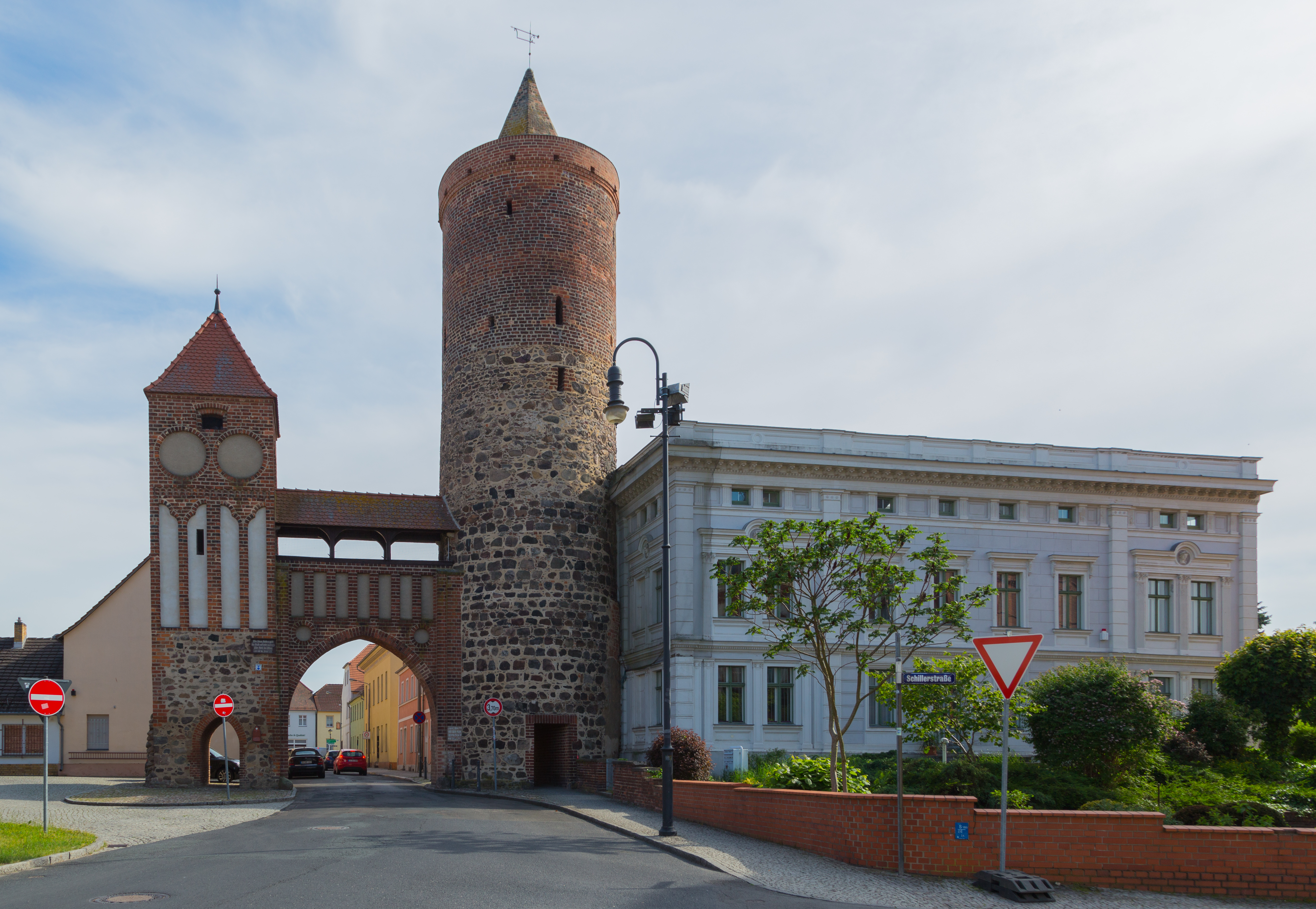
Zinnaer Tor

Im Jahr 1007 erwähnte erstmals Thietmar von Merseburg, der Chronist des Erzbischofes Tagino von Magdeburg, die dörfliche Siedlung mit Burgwall als „Jutriboc“ (1007 ad locum, qui Iutriboc appelabatur). Anderthalb Jahrhunderte nach Thietmars Chronik eroberte der Magdeburger Erzbischof Wichmann den Ort (1157) und wandelte ihn in einen deutschen Burgward um, der Zentrum einer magdeburgischen Exklave zwischen der Mark Brandenburg (Askanier) und dem Herzogtum Sachsen-Wittenberg (Askanier) war.
Die Exklave entwickelte sich schnell zu einem besonders geförderten Fernhandelszentrum. So erhielt der Ort 1174 das Stadtrecht, das zweitälteste des heutigen Landes Brandenburg. In dieser Urkunde wird Jüterbog als Mittelpunkt der provincia Iutterbogk (Land Jüterbog) bezeichnet, als ihr Ausgangspunkt und Haupt (exordium et caput). Dieses Land (oder Ländchen) Jüterbog umfasste auch Kloster Zinna, Luckenwalde und Trebbin und erstreckte sich nach Norden hin bis zum Seddiner See vor den Toren Potsdams. Von kriegerischen Auseinandersetzungen hielt sich die Stadt eher fern, stattdessen wurden Soldaten gestellt oder Ausgleichszahlungen geleistet. Die Schreibweise änderte sich von Juterbuk im Jahr 1161 zu ecclesiam in Jvterbuk in den Jahren 1161/1174 in uilla Juterbok in den Jahren 1173/1180.
Vor 1174 ließen sich zahlreiche Kaufleute im Umfeld der Liebfrauenkirche nieder, die später zur Hauptkirche des Landes Jüterbog erhoben wurde. Erzbischof Wichmann versuchte, seine Macht durch den Bau des Klosters Zinna zu festigen. Bei einem Einfall der Slawen im Jahr 1179 wurde die Stadt zerstört und anschließend wieder aufgebaut. Im Jahr 1182 wurde von in Iuterboc berichtet. Eine Münzprägung ist aus dem Jahr 1192 bezeugt.
Um 1200 wurde der Stadtkern nach Osten erweitert und später durch St. Nikolai ergänzt. Ein Vogt und Schultheiß, die die Gerichtsbarkeit hielten, erschienen im Jahr 1217. Im Laufe des 13. Jahrhunderts erlangte der Schultheiß wohl die alleinige Stadtgerichtsbarkeit, während der Vogt in Damm die Landgerichtsbarkeit ausübte. Die Schreibweise Jüterbogs änderte sich erneut in Juterboc, als im Jahr 1218 von „zwei Gebieten im Sumpf unserer neuen Stadt“ berichtet wurde (in areis duabus sitis in palude nove nostre civitatis Juterboc).
Wohl zum Ende des 13. Jahrhunderts erfolgte die Trennung der Burgstadt von den übrigen Gebäuden. Jüterbog wuchs entlang der Hauptverkehrsstraße von Westen nach Osten, so dass eine im Süden abgeflachte Ellipse mit einer Länge von 870 Metern in West-Ost-Richtung und 420 Metern in Nord-Süd-Richtung entstand. Innerhalb dieses Bereiches entstanden zwei gebogene Längsstraßen sowie ein leicht nach Westen hin versetzter Marktplatz, ein Geschenk des Erzbischofs. Im Zuge des Ausbaus, vielleicht auch früher, kamen im Norden oder Nordwesten die wüste Feldmark Dieke und Rothe. Als sicher gilt, dass 1301 der Stadtbusch hinzukam, der im 17. Jahrhundert ausgeholt wurde. Die Stadtmauer entstand vermutlich Ende des 13. Jahrhunderts, wurde erstmals 1335 urkundlich erwähnt und von 1480 an erneuert und verstärkt. Im Jahr 1301 erhielten die Bürger Jüterbogs ein weiteres Geschenk des Erzbischofs, einen Fischteich, der Molendik genannt wurde. Kurz darauf bestätigte er die Bäckerinnung (1313). Im Jahr 1350 gab es erstmals einen Schulrektor in der Stadt. Um 1350 ist in Jüterbog „vor dem Zinnaer Tor“ ein Leprosorium (ein Siechenhaus und ein Hospital) nachweisbar. Die Kapelle des Leprosoriums wurde im Jahr 1523, das Hospital 1711 abgerissen.
Zwischen 1355 und 1623 fanden mindestens zehn Fürstentagungen in Jüterbog statt. Im Jahr 1370 lebten in der Stadt unter anderem der Bürgermüller, ein Bader, ein Gerber, ein Leineweber, ein Bäcker, ein Kramer, ein Schuster, ein Fleischer, ein Kürschner und ein Schröter. Sie konnten ihre Waren ab 1376 auf dem Laurentius- und Martinimarkt anbieten. Drei Jahre später trat Jüterbog dem großen märkischen und magdeburgischen Städtebund bei. Die Bestätigung der Kürschnerinnung erfolgte 1384. Im Jahr 1387 wurden erstmals Schützen erwähnt, die 1405 als Brüderschaft bezeichnet wurde. Eine Gewandschneiderinnung erschien erstmals im Jahr 1399.
Die Burg bzw. das spätere Schloss war von Anbeginn an im unmittelbaren Besitz des Landesherren, während die Vogtei sowie das spätere Schlossamt oft verpfändet wurden. Darüber hinaus gab es zahlreiche Hufen, Hofstellen und Hebungen, die im Einzelbesitz von Jüterboger Bürgern, Adeligen und weiteren Personen waren. In Summe existierten bis in das 19. Jahrhundert hinein bis zu 49 Anteile, die nach und nach an den Landesherren bzw. das Amt fielen.
1. Die Burg bzw. das Schloss wurde oft verpfändet: 1370 an die Familie Zirngiebel, 1376 an die Familie von Heinrichsdorf, bis 1389 an die Herren von der Dahme, 1406 an die Familie von Rochow, von 1409 bis 1412 an die von Isenburg, 1440 bis 1441 an die von Dieskau, 1443 bis 1444 an die von Schlieben, 1456 an die von Sanne, 1514 an die von Stein, 1526 an die von Thümen, 1533 bis 1593 an die von Klitzing. Der jeweilige Besitzer der Burg war zugleich im Besitz der bis 1816 schriftsässigen Stadt. Ein Bürgermeister erschien erstmals im Jahr 1229, 1282 auch ein Schultheiß sowie Schöffen; drei Jahre später Schöffen und Ratmannen. Der Rat wurde 1301/1303 jedoch wohl nicht anerkannt, denn: Der Erzbischof urkundete in den genannten Jahren nur an die Bürger. Einen besonderen Einfluss übten nach 1365 die Vorsteher der drei stärksten Innungen aus: Die Gewandschneider, Schuhmacher und Knochenhauer entsandten je einen Verordneten für die Bürgerschaft. Die Ratmannen – sechs an der Zahl – nannten sich ab 1398 ebenfalls Bürgermeister oder Ratsherren (1412), später jedoch wieder Borgermeister und Ratmannen (1414). Im 15. Jahrhundert kam ein vierter Innungsvertreter hinzu, bzw. hatte ab 1454 das Recht, bei der jährlichen Rechnungslegung sowie der Aufnahme von Darlehen angehört zu werden. Ein Stadtrat mit zwei Bürgermeistern, einem Stadtschreiber, einem Ratskämmer und acht Senatoren trat ab 1800 auf. Einen Magistrat gab es ab 1823. Er bestand aus zwei besoldeten und fünf unbesoldeten Mitgliedern.
2. Von 1205/1225 bis 1553 hielt das Kloster Zinna Hebungen von vier Hofstätten (von zwei vermutlich schon vor 1221).
3. Die Marienkirche hielt 1218 zwei im Luche gelegene Höfe, die sie von der Stadt erworben hatten.
4. Der Ritter von Sandberg, bis 1229 das Augustinernonnenkloster St. Lorenz zur Neustadt-Magdeburg und ab 1229 der Bartholomäusaltar in der Marienkirche von Jüterbog besaß die Hebungen aus einer Hufe, die 1 Wispel Roggen und Hafer sowie Geld ergaben. Außerdem besaßen sie Hebungen von drei weiteren Hofstellen und ein Fleck zum Gemüsegarten im Westen der Stadt (1229).
5. Bis 1317 besaß die Frau von Baruth, eine geborene Wingarten sowie ab 1317 bis 1570/1594 das Zisterzienserinnenkloster Jüterbog zwei Höfe (1317).
6. Neun Hufen im Bärwinkel (1139) waren bis 1139 in unmittelbaren Besitz des Erzbischofs und kamen von 1339 bis 1570/1594 an das Kloster.
7. Die Hebungen aus dem Felde bei Bärwinkel in Höhe von 9 Scheffel Weizen und 9 Scheffel Hafer (1350) fielen bis 1350 an die Familie von Thyrow und anschließend bis 1570/1594 an das Kloster.
8. Die Hebungen aus 3 Hufen im Bärwinkel in Höhe von 27 Scheffel Roggen, 27 Scheffel Hafer und Geld (1352) fielen bis 1352 an die Familie von Liepe und anschließend bis 1570/1594 an das Kloster.
9. Die Herren von der Dahme hielten vor 1361 bis 1386 neun Hufen und drei Hufen im Bärwinkel, darunter auch Geldhebungen. Eine Hufe ging 1361 an das Kloster sowie 1570/1594 an den Landesherren (vgl. auch die Anteile 20,32 und 33).
10. Die Familie Reiche erhielt bis 1361 die Hebungen aus einer Hufe vor der Stadt. Sie ergaben 1 Wispel Roggen und Hafer sowie Geld (1361).
11. Die Brüder Rosenthal hielten bis 1361 die Hebungen aus einer Hufe vor der Stadt mit einem Ertrag von 1 Wispel Roggen (1361). Der Anteil fiel bis 1570/1594 an das Kloster.
12. Der Bürger Engel aus Jüterbog besaß vor 1368 bis 1483 die Hebungen aus einer Hufe vor Jüterbog mit einem Ertrag von 12 Scheffel Roggen und 12 Scheffel Hafer (1338). Der Anteil war von 1483 bis 1549 im Besitz des Kammermeister Burgreiß und seiner Söhne und lag zwischen 1549 und 1598 beim Barbier Rahn und seinen Erben. Von dort kam er bis 1641 zum Jüterboger Richter Moritz bzw. dessen Erben und anschließend von 1641 bis 1708 an den Rittmeister Junack und Erben. Bis 1742 übernahm die Familie Wollersheim sowie bis nach 1759 die Familie Flemming den Anteil.
13. Eine Hufe (1368) besaß vor 1368 bis nach 1389 der Herr bzw. die Brüder von Gorey. Im Jahr 1383 beliefen sich die Einkünfte bzw. Hebungen auf ½ Wispel Roggen und ½ Wispel Hafer. Vor 1466 übernahm der Bürger Hoppe aus Jüterbog den Anteil und verkaufte ihn 1514 an den Kammerdiener von Hietzhaim. Von dort gelangte er 1535 an die Familie von Falkenhagen.
14. Die Hebungen aus vier Hufen vor der Stadt mit einem Ertrag von ½ Wispel Roggen und ½ Wispel Hafer (1368) gehörten vor 1368 dem Bürger Groning aus Jüterbog.
15. Dem Bürger Grunow aus Jüterbog, zuletzt Altarist in Magdeburg, gehörten vor 1383 bis 1477 die Hebungen aus einer Hufe vor der Stadt mit einem Ertrag von ½ Wispel Roggen und ½ Wispel Hafer (1383). Der Anteil fiel 1477 bis nach 1488 an den Vikar Kalow aus Magdeburg und wurde 1488 dem Marschall von Kotze zur Anwartschaft eingeräumt. Der Anteil lag 1467 vor dem Frauentor und erbrachte im genannten Jahr 12 Scheffel Roggen, 12 Scheffel Hafer und Geld.
16. Ein Schloßlehen sowie sechs Hufen gehörte vor 1368 bis nach 1383 der Familie von Heinrichsdorf. Die Pacht von zwei Hufen wurde 1378 an den Kalandsherren für den St. Annenaltar in der Nikolaikirche verkauft, während der Rest nach 1383 an den Landesherren fiel.
17. Der Bürger Kreienfut besaß vor 1368 eine Hufe, die nach 1383 in den Besitz des Bürgers Mouve, ebenfalls aus Jüterbog, ging.
18. Der Bürger Künecke aus Jüterbog besaß vor 1368 bis 1479 eine Hufe vor der Stadt, die 1368 einen Ertrag von 12 Scheffel Roggen und 12 Scheffel Hafer ergab. Im Jahr 1479 besaß er die Hebungen aus zwei Hufen vor dem Frauentor, die jede ½ Wispel Roggen und Hafer gab. Hinzu kamen die Erträge aus einer Hufe vor dem Neumarkter Tor, die 1479 je 12 Scheffel Roggen und Hafer gaben. Dieser Anteil wurde aufgeteilt. Der Bürger Künecke erwarb 1479 die Hebungen aus einer Bürgerhufe vor dem Neumarkter Tor mit einem Ertrag von 12 Scheffel Roggen und 12 Scheffel Hafer. Er war von 1501 bis 1567 im Besitz des Kanzleischreibers Freudemann und seiner Erben und kam 1567 bis nach 1699 in den Besitz der Familie von Schönermark. Der zweite Teil war von 1479 bis 1611 im Besitz der Jüterboger Familie Jungermann. Sie besaßen zunächst die Hebungen aus zwei Hufen vor dem Frauentor, die jede ½ Wispel Roggen bzw. Hafer gaben. Dieser Anteil wurde ebenfalls geteilt. Die Hälfte der Hebungen besaß von 1611 bis 1658 die Familie von Hagen. Die andere Hälfte (1/2 Wispel Roggen) ging zunächst an die Familie Jungermann, war von 1613 bis 1615 im unmittelbaren Besitz des Administrators und kam von dort im Jahr 1615 an die Familie von Löben. Sie haben ihn 1654 an den kurfürstlichen Hof- und Konsistorialrat Reinhardt bzw. dessen Erben weiter. Von dort gelangte der von 1770 bis nach 1815 an die Familie Balzer aus Jüterbog.
19. Die Hebungen von zwei Hufen besaß vor 1363 bis nach 1389 der Bürger Papeian aus Jüterbog. Sie wurden 1363 dem Kloster zur Anwartschaft überlassen. Im Jahr 1368 bezog er Einkünfte von Hebungen von einer Hufe vor der Stadt, die ½ Wispel Roggen und ½ Wispel Hafer ergab.
20. Der Bürger Römer aus Jüterbog hielt bis 1447 die Hebungen von drei Hufen vor der Stadt. Jede ergab 12 Scheffel Roggen und 12 Scheffel Hafer (1368), später auch Geldhebungen (1414) und war bis 1386 zum Teil ein Afterlehen der Herren von der Dahme. Dieser Anteil wurde geteilt: Die Hebungen aus einer Bürgerhufe besaß von 1447 bis 1484 die Familie von Staupitz. Sie verkaufte sie 1484 an die Familie von Schlieben, die sie nur bis 1487 hielt und an den Barbier Rahn und Erben weitergab. Im Jahr 1549 wurde sie mit dem 12. Anteil vereinigt. Die Einkünfte beliefen sich im Jahr 1487 auf 12 Scheffel Roggen, 12 Scheffel Hafer und einen Teil der Geldhebungen. Der zweite Anteil war von 1466 bis 1506 im Besitz des Bürgers Niewendorf. Er kam von 1506 bis nach 1515 zur Familie Meinecke und von dort bis 1523 an die Familie Schliebener und bis nach 1554 zur Familie Gadegast. Es handelte sich um Hebungen aus zwei Hufen vor dem Frauentor, die jede 12 Scheffel Roggen, 12 Scheffel Hafer und Geld gab (1466). Dieser Anteil wurde aufgeteilt: Die Hälfte der Hebungen war 1554 bis 1569 im Besitz der Familie Gadegast, von 1569 bis 1570 im Besitz der Brüder Knorr aus Wittenberg und Knorr aus Halle und kam 1570 zur Familie Müller, die ihn 1635 an den Rat von Jüterbog verkauften, der ihn bis nach 1783 hielt. Die zweite Hälfte war bis nach 1555 im Besitz des Sekretärs Harländer und kam von 1555 bis 1568 in das Eigentum der Familie von Klitzing. Von dort gelangte er 1568 bis nach 1632 zur Familie Uder, von 1653 bis 1672 an den Ratsmeister Hahn, die ihn an die Familie Birnbaum verkaufte. Von dort gelangte er zwischen 1675 und 1684 zur Familie Junack und von 1684 bis nach 1759 zur Familie Flemming. Spätestens seit 1754 erhielt sie nur noch ein Teil der Hälfte, da weitere Anteile von 1754 bis nach 1797 zur Familie Kniesche gingen. Der größere Teil der Geldhebungen war von 1466 bis 1496 im Besitz des Bürgers Laurentz und kam 1496 zum Kanzleischreiber Freudemann, der diese mit seinem Anteil vereinigten konnte (siehe 18).
21. Der Bürger Weger besaß vor 1368 bis vor 1383 ein Schloßlehen zu Jüterbog, das vor 1383 in den Besitz der Familie Kalow kam.
22. Der Bürger Wittenberg besaß vor 1368 bis nach 1383 ein Schloßlehen, zu dem 1383 noch fünf Hufen gehörten.
23. Die Hebungen aus vier Hufen (1368 erbrachten sie 2 Wispel Roggen, 2 Wispel Hafer, 1383 aber 2 Wispel Roggen, 1 ½ Wispel Hafer und ½ Wispel Gerste) besaß vor 1368 bis nach 1383 der Richter von Zeuden.
24. Die Hebungen (1 Wispel Korn und Geld, 1383) bzw. Hebungen aus zwei Hufen auf dem Felde (jede gibt 1 Wispel Korn, 1390) besaß vor 1383 bis 1390 die Familie Bardenitz und verkaufte sie 1390 an die von Richenheim.
25. Die von Brietzen besaßen vor 1383 zwei Hufen auf dem Felde zu Jüterbog.
26. Die Familie Kerkhoff besaß vor 1383 Hebungen in der Stadt, die im genannten Jahr 9 Scheffel Roggen und 9 Scheffel Hafer sowie Geld betrugen.
27. Die Familie Lindwurm besaß vor 1383 ein Allod.
28. Die Familie Lipsdorf besaß vor 1383 ein Hufe im Felde zu Jüterbog.
29. Die Familie Luckenwalde besaß vor 1383 eine Hufe im Feld zu Jüterbog.
30. Die Hebungen aus zwei kleinen Hufen besaß bis 1383 die Familie von Rehfeld. Sie verkauften sie an die Familie Duben, die sie 1454 an die Familie Heinrichsdorf weitergaben. Die Hufen ergaben im Jahr 1383 zusammen 1 Wispel Roggen, 1 Wispel Hafer bzw. 1545 jede 12 Scheffel Roggen, 6 Scheffel Hafer, 6 Scheffel Gerste und Geld.
31. Dem Elendenaltar in der Nikolaikirche gehörte von 1383 bis vor 1530 vier Hufen.
32. Vor 1386 besaß die Familie Wittram die Hebungen aus einer Hufe bei der Stadt, die im Jahr 1386 insgesamt 1 Malter Roggen, 1 Malter Hafer und Geld gaben und bis 1386 ein Afterlehen der Herren von der Dahme waren.
33. Ein weiteres Afterlehen war bis 1386 eine Wiese vor dem Neumarkter Tor, die bis 1388 der Familie von Ottersleben gehörte und die sie im genannten Jahr der Familie Dobernsch zur Anwartschaft einräumte.
34. Acht Hufen sowie 6 Morgen Gras vor Jüterbog gehörten bis 1389 der Familie von Ottersleben, die sie anschließend an die von Richenheim verkauften.
35. Die Hebungen von zwei Hufen vor dem Frauentor gehörten vor 1383 bis 1466 dem Bürger Schütze. Sie brachten im Jahr 1383 insgesamt je 12 Scheffel Roggen und 12 Scheffel Hafer, teilweise auch Geld und waren zum Teil bis 1478 ein Afterlehen der von Torgau aus Zossen. Der Anteil wurde geteilt: Die Hälfte der Hebungen hielt von 1466 bis 1744 die Familie Schütze aus Jüterbog. Die zweite Hälfte besaß von 1466 bis 1495 der Bürger Felgentreu, der bereits seit 1389 die Anwartschaft auf den Anteil innehatte. Diese Familie gab den Anteil 1495 an den Kanzleischreiber Freudemann, der ihn wiederum bereits seit 1484 zur Anwartschaft hatte.
36. Zwei Freihufen auf der Heide bei der Burg und ein Hof zwischen den beiden Brücken bei St. Peter (1457) bzw. auch noch ein Garten an dem Hof (1499) bzw. zwei Hufen auf dem Kappan hinter den Nonnen Weinberg und ein Hof zu, der mit einer Scheune und einem Viehhof aufgebaut wurde (1546) war von vor 1457 bis 1499 im Eigentum der Familie Sernow. Sie gab ihn an den Geleitsmann Meinke und dessen Söhne weiter, die ihn bis 1538 besaßen und an die von Klitzing verkauften. Diese wiederum verkauften den Anteil im Jahr 1687 an die von Lüttichau, die ihn bis nach 1689 besaßen.
37. Die Hebungen aus einer Hufe vor der Stadt mit Einkünften in Höhe von 12 Scheffel Roggen, 12 Scheffel Hafer und Geld (1464) waren vor 1464 im Besitz der von Aken aus Berlin. Sie gaben ihn 1464 an die von der Zauche weiter, die ihn wiederum 1467 an die Familie Wilmersdorf aus Jüterbog verkauften, die ihn bis nach 1818 hielten.
38. Die Hebungen von zwei Hufen mit Einkünften von je 12 Scheffel Roggen, 12 Scheffel Hafer und Geld lagen vor(?) 1466 bis 1655 beim Treuenbrietzener Bürger Heinrichsdorf. Er verkaufte ihn 1655 an den Rittmeister Junack und dessen Erben. Von dort kam er im Zeitraum zwischen 1691 und 1742 an die Familie Wollersheim und von 1742 bis nach 1813 an die Familie Flemming. In dieser Zeit war der Anteil teilweise im Besitz der Familie Michaelis bzw. seit 1800 der Geschwister Michaelis und Einhorn.
39. Die Hebungen von vier Hufen auf dem Felde zu Jüterbog mit einem Ertrag von je ½ Wispel Roggen, ½ Wispel Hafer und Geld (1466) waren vor(?) 1466 im Besitz des Jüterboger Bürgers Plathe. Von dort kamen sie 1567 bis nach 1699 an die Familie von Schönermark.
40. Die Hebungen von einer Hufe vor dem Frauentor mit einem Ertrag von 12 Scheffel Roggen, 7 Scheffel Hafer und Geld (1466) lagen vor 1446 bis nach 1573 bei der Familie Puhlmann aus Jüterbog.
41. Die Hebungen von zwei Hufen vor dem Frauentor mit einem Ertrag von je 12 Scheffel Roggen, 12 Scheffel Hafer und Geld (1475) lagen bis 1475 beim Bürger Dalichow aus Jüterbog und kamen im genannten Jahr an die Familie Greve. Sie verkaufte den Anteil 1505 an die Familie Wilke, die ihn bis vor 1524 an den Kanzleischreiber Freudemann weitergab. Dieser war bereits seit 1505 im Besitz der Anwartschaft und konnte sein Eigentum mit dem Anteil 18 vereinigen.
42. Ein unbekannter Anteil, der einen Teil des Anteils 35 umfasste, war bis vor 1478 im Besitz der von Torgau.
43. Die Hebungen von einer Bürgerhufe vor der Stadt mit 12 Scheffel Roggen und 12 Scheffel Hafer (1485) bzw. Hebungen von zwei Bürgerhufen vor der Stadt (eine gab 12 Scheffel Roggen, 12 Scheffel Hafer, eine gab 6 Scheffel Roggen, 6 Scheffel Hafer, 1497) war bis 1485 im Besitz des Jüterboger Bürgers Zugel. Er verkaufte es an den Geleitmann Meinecke, der ihn bis 1509 hielt. Anschließen war die Familie Jungermann bis 1522 im Besitz des Anteils.
44. Die Hebungen aus zwei Hufen vor dem Frauentor (eine gab 12 Scheffel Roggen, 12 Scheffel Gerste, eine gab 7 Scheffel Roggen, 7 Scheffel Gerste, 1495), war im Jahr 1495 im Besitz des Kanzleischreibers Freudemann, der damit den Anteil 18 vereinigte.
45. Ein Garten vor dem Schloss gehörte bis 1500 der Familie Ludwig, möglicherweise als Erbe und wurde im genannten Jahr an den Kanzleischreiber Freudemann verkauft, der damit seinen Anteil 18 vergrößerte.
46. Ein Garten vor dem Schloss gehörte bis 1535 dem Zisterzienserinnenkloster Jüterbog und kam 1535 an die von Falkenhagen.
47. Die Hebungen von einer Windmühle mit 1 ½ Scheffel Mehl (1538) waren bis 1478 im Besitz der Familie Laurentz, von 1478 bis 1538 im Besitz des Herrn Funcke und Hunold und von 1538 bis 1568 im Eigentum der Familie Spelter. Von 1568 bis 1635 lag er im Besitz des Jüterbogers Bürgers Müller und kam 1664 bis nach 1748 in das Eigentum der Familie Redslob. Der Anteil umfasste 1664 auch noch Geldhebungen.
48. Ein Garten, der aus einem Erbe in ein Lehen verwandelt worden war, sowie ein Garten, der als Stollen diente, war 1538 im Besitz der von Klitzing, die ihn mit dem Anteil 36 vereinigten.
49. Ein Garten vor dem Schloss war bis 1568 im Besitz der von Schönermark und kam im genannten Jahr an die Familie von Klitzing, die ihn mit dem Anteil 36 vereinigten.

### Zeit der Jüterboger Lande
Um 1410 arbeiteten in der Stadt unter anderem Gewandschneider, Schuhmacher, Knochenhauer, Schröter, Bäcker, Kürschner, Leineweber, Gerber, Altbuter, Schuhknechte und Krämer. Das Stadtrichteramt war seit 1310 ein erbliches Lehen und kam 1412 zum Schloss zurück. Der Rat der Stadt übte die polizeiliche und gewerbliche sowie die volle Gerichtsbarkeit über die Stadtgrenzen hinaus aus. Im Jahr 1413 raubten brandenburgische Adelige insgesamt 107 Bürger aus. Sie stahlen zwei Ochsen, 93 Kühe, 255 Rinder, einen Hammel, 21 Ziegen und 912 Schafe und richteten einen Schaden in Höhe von 641 Schock böhmischen Groschen an. Im Jahr 1419 gründete sich die Leineweberinnung; 1454 erließ der Erzbischof eine Brauordnung. Nach dem Stadtbrand 1478, bei dem 300 der 365 Wohnhäuser den Flammen zum Opfer fielen, wurde der Wiederaufbau durch die Magdeburger Erzbischöfe gefördert. Jedoch forderte die Pest im Jahr 1495 zwischen 1700 und 2000 Tote. Zwei Jahre später entstand ein neuer Tuchmarkt.
Der neue Markt führte zu einer erheblichen wirtschaftlichen Belebung der Stadt: Im Jahr 1500 arbeiten annähernd 200 Tuchmacher in Jüterbog. Um 1510 gab es Maurer und Zimmerleute, Schneider, Tischler, Drechsler, Stellmacher, Glaser, Färber, Schuhmacher, Böttcher, Seiler, Töpfer, Schmücker, Nadler, Seifensieder, Riemer, Sattler, Schlosser, Sporer, Büchsenmacher, Sägenmacher, Kupferschmiede, Zinngießer, Klempner, Weißgerber, Tuchscherer, Tuchbereiter und Bortenwirker. Die Kramergilde gründete sich 1512. Von 1517 an ist nachgewiesen, dass der Ablassprediger Johann Tetzel im Auftrag des Erzbischofs von Mainz an mehreren mitteldeutschen Orten auftrat, darunter in Jüterbog. Dies war ein Anlass, der zu Martin Luthers 95 Thesen führte und damit zur Reformation. Eine Statistik aus dem Jahr 1525 führte für Jüterbog 373 Wohnhäuser sowie 209 brauberechtigte Großerben und 164 Kleinerben auf. Das Jungfrauenkloster zahlte 1534 Abgaben in Höhe von 138 Rheinische Gulden (fl) 5 Groschen (gr) zum 50 Pfennig. Sechs Personen Gesinde zahlen 12 gr sowie die Vorstände des Klosters 10 fl zum 50. Pfennig. Eine Schützenkompanie wurde 1542 erstmals erwähnt und deren Satzungen 1566 bestätigt. Zwischen 1549 und 1683 fanden 14 obersächsische Kreistage in Jüterbog statt. Die Weingilde gab sich 1554 eine Satzung; 1558 wurde die Tuchscherer- und Scherenmacherinnung bestätigt. Die Stadtschule wurde 1577 in ein Gymnasium umgewandelt und fortan an Jungfernschule bezeichnet. Für 1583 führte eine Statistik 593 wehrhafte Bürger und 63 waffenlose Bürger auf; darin waren 162 Vorstädter enthalten. Im Jahr 1584 traf die Stadt erneut eine Pestepidemie.
Im Jahr 1609 gab es 205 Brauereien und 240 Kleinerben. Zusammen mit 180 Feuerstätten (=Haushalte) vor den Toren der Stadt gab es in Jüterbog insgesamt 625 Feuerstätten. Ein Jahr später kam es in der Zinnaer Vorstadt zu einem Brand, bei dem 72 von 100 Häusern zerstört wurden. Im Folgejahr brach erneut die Pest aus; über 700 Menschen starben. Im Jahr 1620 gab es 613 Wohnhäuser, darunter 194 Großerben, 252 Kleinerben und 167 Kleinerben in den Vorstädten. Die Pest wüstete erneut im Jahr 1626. Eine Statistik aus dem Jahr 1638 führte für Jüterbog acht Ratsherren, vier Schöppen, drei Innungsmeister und 112 Bürger auf, darunter acht Bäcker, fünf Böttcher, einen Buchbinder, vier Fleischer, einen Fuhrmann, einen Gärtner, einen Gastwirt, zwei Hausschlächter, einen Hosenstricker, einen Hüter, zwei Hutmacher, einen Klempner, einen Kramer, zwei Kürschner, einen Kupferschmied, einen Leineweber, einen Leinwandfärber, einen Müller, zwei Nadler, zwei Nagelschmiede, zwei Ölschläger, einen Rittmeister, einen Salzführer, einen Sattler, zwei Schlosser, zwei Schmiede, zehn Schneider, 13 Schuster, einen Schwarzfärber, einen Schwertfeger, einen Seifensieder, fünf Seiler, fünf Tagelöhner, einen Tischler, 14 Tuchmacher, ein Weißgerber und einen Zimmermann.

### Zeit im Kurfürstentum Sachsen
Während des Dreißigjährigen Kriegs kam Jüterbog 1635 durch den Prager Frieden an Kursachsen. In den Jahren 1637 und 1639 trat erneut die Pest auf; sie zog eine damit einhergehende Hungersnot nach sich und forderte erhebliche Opfer. Die Anzahl der Einwohner sank von 4.000 auf rund 300. Am 3. Dezember 1644 besiegten in der Schlacht bei Jüterbog die Schweden unter Lennart Torstensson die Kavallerie von Matthias Gallas’ kaiserlichem Heer. Nach Ende des Dreißigjährigen Kriegs 1648 lag Jüterbog wie viele andere Städte darnieder und hatte seine alte Bedeutung endgültig eingebüßt. Von über 600 Wohnhäusern waren nur noch 120 bewohnt (1646). Im Jahr 1655 waren jedoch bereits wieder 389 Häuser bewohnt. Von 1657 bis zur Rückkehr nach Kursachsen 1746 gehörte Jüterbog zum Herzogtum Sachsen-Weißenfels. Im Jahr 1658 schlichtete der Landesherr aufgetretene Streitigkeiten zwischen Rat, Richtern und Gerichtsschöppen und verfügte eine Gerichtsordnung. Dem Richter wurden sieben Schöppen zugeordnet. Eine Statistik aus dem Jahr 1670 führte 355 Männer, 239 Weiber, 23 mündige Söhne, 511 unmündige Kinder, 5 Knechte und 19 Mägde auf. Der Rat erhielt ab 1688 das Stadtgericht zur Pacht und konnte es erst 1751 durch Kauf erwerben.
Aus dem Jahr 1713 liegt eine detaillierte Statistik über die zahlreichen Gewerke und deren Eigentumsverhältnisse vor.
- 1 Ackerknecht
- 1 Advokat
- 1 Akziseinspektor und Brauer (hat Wohnhaus)
- 1 Apotheker (hat Wohnhaus)
- 3 Bader (einer hat ein Wohnhaus, einer ist Neuanbauer)
- 14 Bäcker (fünf sind Brauer, vier sind Branntweinbrenner, elf von ihnen haben Wohnhäuser, drei sind Neuanbauer, 6 Bäckerknechte)
- 3 Barbiere und Brauer (haben Wohnhäuser)
- 1 Bettlerin (hat Wohnhaus)
- 1 Beutler
- 1 Bildhauer
- 1 Böttcher (einer ist auch Brauer, acht von ihnen haben Wohnhäuser, einer ist Neuanbauer)
- 3 Branntweinbrenner (einer hat ein Wohnhaus, zwei sind Neuanbauern)
- 19 Brauer (einer ist auch Branntweinbrenner, einer hat den Post- und Gasthof, 18 von ihnen haben Wohnhäuser, einer ist Neuanbauer)
- 2 Buchbinder (einer ist Ratsverwandter, haben Wohnhäuser)
- 5 Budenbesitzer (einer hat drei, einer hat zwei Buden)
- 2 Bürger und Branntweinbrenner (einer hat ein Wohnhaus, einer ist Neuanbauer)
- 1 Bürgermeister, Kreiskassierer und Brauer (hat Wohnhaus)
- 1 Bürgermeister, Stadtschreiber und Gerichtsverwalter (hat Wohnhaus)
- 2 Bürgermeisterwitwen und Brauer (haben Wohnhäuser)
- 3 Drechsler (zwei sind auch Brauer, alle haben Wohnhäuser)
- 12 Fleischer (drei sind auch Brauer, sieben haben Wohnhäuser, zwei sind Neuanbauer) und drei Fleischerknechte
- 1 Fuhrmann (hat Wohnhaus)
- 1 Gerichtsdiener
- 3 Glaser (ist auch Brauer, zwei haben Wohnhäuser)
- 1 Goldschmied
- 144 Hausbesitzer (111 haben Wohnhäuser, 33 sind Neuanbauer)
- 1 Hausbesitzer und Fuhrmann (hat Wohnhaus)
- 1 Hauserbe
- 2 Hirten
- 3 Hutmacher (zwei sind auch Brauer, zwei haben Wohnhäuser, einer ist Neuanbauer)
- 1 Kannengießerwitwe
- 1 Kellerwirt und Fleischer
- 2 Knopfmacher (einer ist auch Brauer, einer hat ein Wohnhaus)
- 14 Kramer (sechs sind auch Brauer, zwei sind auch Brauer und Ratsverwandte, einer ist auch Gerichtsschöppe und Brauer und Brauer, einer ist auch Ratsverwandter; elf haben Wohnhäuser, eines davon ist abgebrannt, drei sind Neuanbauer)
- 1 Kunstpfeiferggeselle
- 2 Kupferschmiede und Brauer (einer ist auch Gastwirt)
- 1 Kustos und Brauer (hat Wohnhaus)
- 2 Ledertauer (einer hat ein Wohnhaus, einer ist Neuanbauer)
- 17 Leineweber (drei sind auch Brauer, zwölf haben Wohnhäuser, vier sind Neuanbauer), ein Leinewebergeselle
- 1 Licentiat und Brauer (ist Neuanbauer)
- 2 Lohgerber (haben Wohnhäuser)
- 1 Maler (ist Neuanbauer)
- 1 Markmeister
- 2 Maurer (einer ist auch Brauer, beide Neuanbauer) und drei Maurergesellen (einer hat ein Wohnhaus)
- 1 Medikus, Praktikus und Brauer (hat ein Wohnhaus)
- 1 Nachtwächter (hat ein Wohnhaus)
- 5 Nadler (vier haben Wohnhäuser)
- 2 Nagelschmiede (haben Wohnhäuser)
- 1 Neuanbauer (hat Wohnhaus)
- 1 Pfänder
- 1 Pfarrer (ist Neuanbauer)
- 2 Prediger auf dem Lande (einer ist auch Bauer, einer hat ein Wohnhaus, einer ist Neuanbauer)
- 3 Predigerwitwen (alle haben Wohnhäuser)
- 4 Rademacher (einer ist auch Brauer, zwei haben Wohnhäuser, einer ist Neuanbauer)
- 4 Ratsverwandte und Brauer (alle haben Wohnhäuser, einer gibt von der Hökerei)
- 1 Rektor und Brauer (hat Wohnhaus)
- 2 Riemer (haben Wohnhäuser)
- 1 Rotgießer
- 1 Sägenschmied (ist Neuanbauer, gibt von der Hökerei)
- 2 Salzführer (haben Wohnhäuser)
- 3 Sattler (einer ist auch Brauer, einer hat ein Wohnhaus, einer ist Neuanbauer)
- 5 Seifensieder (drei sind auch Brauer, drei haben Wohnhäuser)
- 3 Seiler (zwei sind auch Branntweinbrenner, einer ist auch Brauer, fünf haben Wohnhäuser, einer ist Neuanbauer, zwei geben von der Hökerei)
- 1 Schäfer und zwei Schafknechte
- 1 Scharfrichter (hat Wohnhaus)
- 3 Schlosser (zwei sind auch Brauer, zwei haben Wohnhäuser, einer ist Neuanbauer)
- 7 Schmiede (zwei sind auch Brauer, fünf haben Wohnhäuser, zwei sind Neuanbauer), drei Schmiedeburschen
- 1 Schneidergeselle
- 1 Schönfärber und Brauer (hat Wohnhaus)
- 17 Schuhknechte
- 32 Schuhmacher (fünf sind auch Brauer, 23 haben Wohnhäuser, sieben sind Neuanbauer)
- 1 Schulbedienter (hat Wohnhaus)
- 2 Schulkollegen (einer ist auch Brauer, einer hat Wohnhaus, einer ist Neuanbauer)
- 9 Schuster (einer ist auch Torwärter, fünf haben Wohnhäuser, zwei sind Neuanbauer)
- 2 Schwarzfärber (haben beide Wohnhäuser)
- 1 Schweinehirte
- 1 Schweineschneider (hat Wohnhaus)
- 1 Stadtmusikus (ist Neuanbauer)
- 1 Stadtrichter und Brauer (hat Wohnhaus)
- 1 Stellmacher und Branntweinbrenner (hat Wohnhaus)
- 1 Steuerverwalter (hat Wohnhaus)
- 1 Strumpfhändler (hat Wohnhaus)
- 1 Strumpfwirker (hat Wohnhaus)
- 1 Superintendent (hat Wohnhaus)
- 24 Tagelöhner (drei haben Wohnhäuser, drei sind Neuanbauer)
- 6 Tischler (einer ist auch Torschreiber, drei haben Wohnhäuser, zwei sind Neuanbauer)
- 3 Töpfer (haben alle Wohnhäuser, zwei sind Neuanbauer)
- 2 Torschreiber (einer hat ein Wohnhaus, einer ist Neuanbauer)
- 1 Torwärter
- 1 Totengräber (hat Wohnhaus)
- 1 Tuchbereiter (hat Wohnhaus)
- 31 Tuchknappen (einer hat ein Wohnhaus)
- 38 Tuchmacher (einer ist auch Branntweinbrenner, 28 sind auch Brauer, zwei sind auch Brauer und Ratsverwandte)
- 2 Tuchscherer (einer ist auch Brauer, haben beide Wohnhäuser)
- 1 Uhrmacher (hat Wohnhaus)
- 1 Walkmüller (hat die Walkmühle)
- 1 Wassermüller (hat die Mühle)
- 1 Weinmeister (ist Neuanbauer)
- 3 Weißgerber (einer ist auch Branntweinbrenner, alle haben Wohnhäuser)
- 7 Windmüller (zwei haben Wohnhäuser, zwei sind Neuanbauer)
- 1 Ziegelstreicher
- 2 Zimmergesellen
- 2 Zimmerleute (einer ist auch Brauer, einer hat ein Wohnhaus, einer ist Neuanbauer)
- 1 Zimmerer (ist Neuanbauer)
- 17 Einwohner
- 41 Frauen (Einlieger)
- 33 Gesellen
- 16 Hausgenossen
- 1 Junge
- 1 Jungfer
- 16 Knechte
- 134 Mägde
- 1 Mutter
- 2 Männer (Einlieger)
- 10 Witwen (vier haben Wohnhäuser)
- 1 Witwe mit Tochter

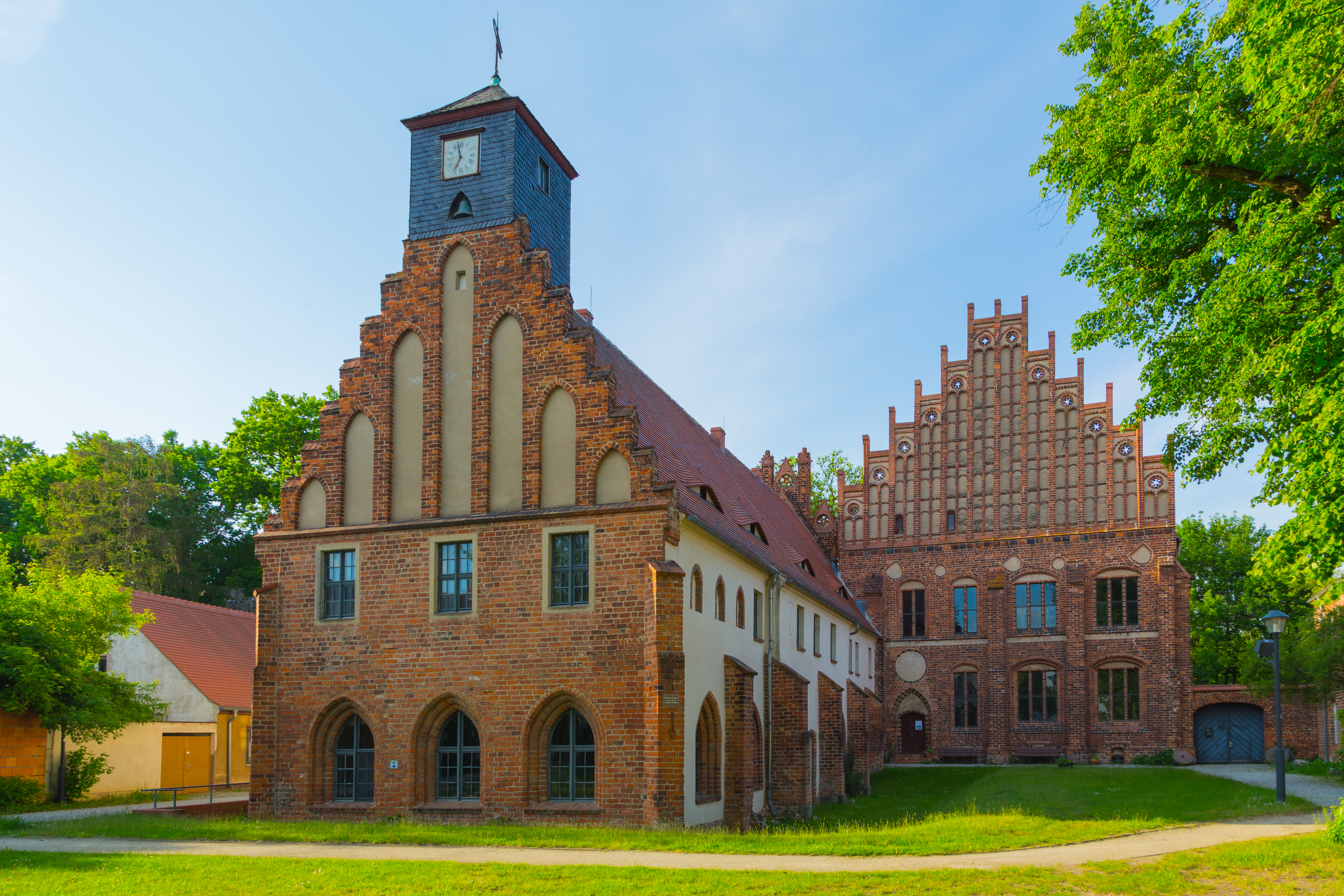
Das Kloster Zinna, um das nach dem Siebenjährigen Krieg die gleichnamige Stadt gegründet wurde

Nachdem der Rat das Gericht erworben hatte, bildeten der Rat, zwei Bürgermeister und acht Senatoren das Gericht und ersetzten damit den Stadtrichter und sechs Schöppen. Der Siebenjährige Krieg (1756–1763) brachte erneut Elend nach Jüterbog. In den Häusern wurden bis zu 100 Soldaten versorgt, die sämtliche Vorräte aufbrauchten. Nach dem Krieg wurde Kloster Zinna als preußische Weberstadt vor den Toren des sächsischen Jüterbog gegründet. Zeitgleich entwickelte sich das benachbarte Luckenwalde langsam zum Industriestandort. Die auf dem Handwerk beruhende Wirtschaft Jüterbogs brach zusammen, und die Stadt verarmte zusehends. Sie bestand 1791 mit dem Heiligengeist-Vorwerk.

### Jüterbog im Königreich Preußen
Nach der Schlacht bei Jena und Auerstedt zogen französische Truppen auf dem Weg nach Berlin durch Jüterbog. Infolge des Wiener Kongresses wurde das Königreich Sachsen 1815 geteilt und musste seine Nordhälfte an Preußen abtreten. Bei der Neu-Einteilung des Staates entstand 1817 im Regierungsbezirk Potsdam der Provinz Brandenburg aus der Zusammenlegung der bisher sächsischen Ämter Jüterbog und Dahme mit dem preußischen Luckenwaldeschen Kreis der Kreis Jüterbog-Luckenwalde. Jüterbog wurde Kreishauptstadt und bestand 1817 mit dem Propsthof. Im gleichen Jahr wurde die Gerichtsbarkeit des Rates mit der des Schlossamtes zum Land- und Stadtgericht vereinigt. Als Ausweg aus wirtschaftlicher Not bat die Bürgerschaft seit 1824 um die Stationierung von Soldaten, die die Kommune versorgen könnte. Erst 1832 ist mit der Einquartierung von Teilen der preußischen 3. Artillerie-Brigade die Bitte erfüllt worden. Jüterbog bestand 1837 mit der Bürgermühle. 1841 wurde der Bahnhof Jüterbog an der Berlin-Anhaltischen Eisenbahn eröffnet und 1897 eine Pferdebahn der Jüterboger Straßenbahn AG. Als diese 1928 durch Omnibusse abgelöst wurde, war sie eine der letzten ihrer Art in Deutschland gewesen. Die Gemarkung war im Jahr 1858 insgesamt 4121 Morgen (Mg) groß: 124 Mg Gehöfte, 564 Mg Gartenland, 1817 Mg Acker, 843 Mg Wiese und 773 Mg Weide einschließlich Bürgermühle. Im Jahr 1860 bestand die Stadt mit Damm-Vorstadt, Neumarkter Vorstadt und Zinnaer Vorstadt sowie zwölf Abbauten, darunter Bahnhof und Weinbergshäuser. Von 1862 bis 1876 erfolgte der weitgehende Abbruch der Stadtbefestigung. Erhalten blieben außer dreier Mauertürme nur die drei Haupttore. Die die Stadt umgebenden Wälle waren bereits zuvor seit 1809 allmählich eingeebnet worden.

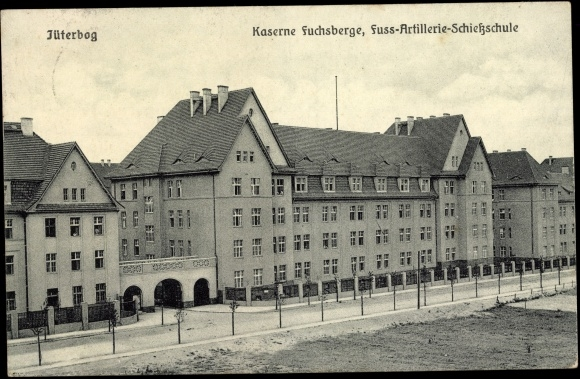
Artillerie-Schießschule

Ab 1864 konnte die in Jüterbog stationierte Artillerie auf der nördlich gelegenen Birkheide einen eigenen Schießplatz nutzen. In der Gemeinde Niedergörsdorf wurden 1870 vom preußischen Militär Flächen für zwei Barackenlager angekauft. Hier wurde die Jüterboger Artillerieschule gegründet. Die beiden Militärsiedlungen gehörten zum Militär-Gutsbezirk „Schießplatz Jüterbog“, der 1885 als Wohnplatz des Dorfes Zinna (jetzt Neuheim) geführt wurde. Der Gutsbezirk etablierte sich 1896 unter Zuteilung der folgenden Flächen: von der Stadt Jüterbog 74,1 ha, von Treuenbrietzen 86,5 ha, von Dennewitz 34,3 ha, von Klausdorf 25,5 ha, von Mehlsdorf 504,9 ha, von Pechüle 703,2 ha, von Grüna 35,3 ha, von Dorf Zinna 1755,2 ha, von Niedergörsdorf 1,2 ha, vom Gutsbezirk Kappan 1,8 ha und vom Forstgutsbezirk Zinna 100,7 ha. Aus dem Gemeindebezirk Dennewitz kam 1897 das sogenannte Lazarettgrundstück mit einer Fläche von 4,6 ha hinzu. Im Jahr 1893 erhielt Jüterbog Anschluss an die Königlich Preußische Militär-Eisenbahn.
Die Heilig-Geist-Kapelle auf dem Heilig-Geist-Platz fiel 1870 einem Brand zum Opfer. Von 1820 bis 1874 hatte sich die Einwohnerzahl auf etwa 6800 verdoppelt. Jüterbog bestand 1871 mit Wohnplatz Bürgermühle, 1885 mit den Wohnplätzen Bahnhof, Bürgermühle und Gasanstalt, 1891 mit Abbau, Bahnhof, Weinberg und Ziegelei und 1895 mit den Wohnplätzen Bahnhof, Bürgermühle und Neuer Schießplatz. Im Folgejahr kam ein Grundstück mit der Bezeichnung Meiergarten aus Waldau in das Stadtgebiet. Im gleichen Jahr wurden 74,1 ha an den Gutsbezirk Schießplatz Jüterbog abgetreten.

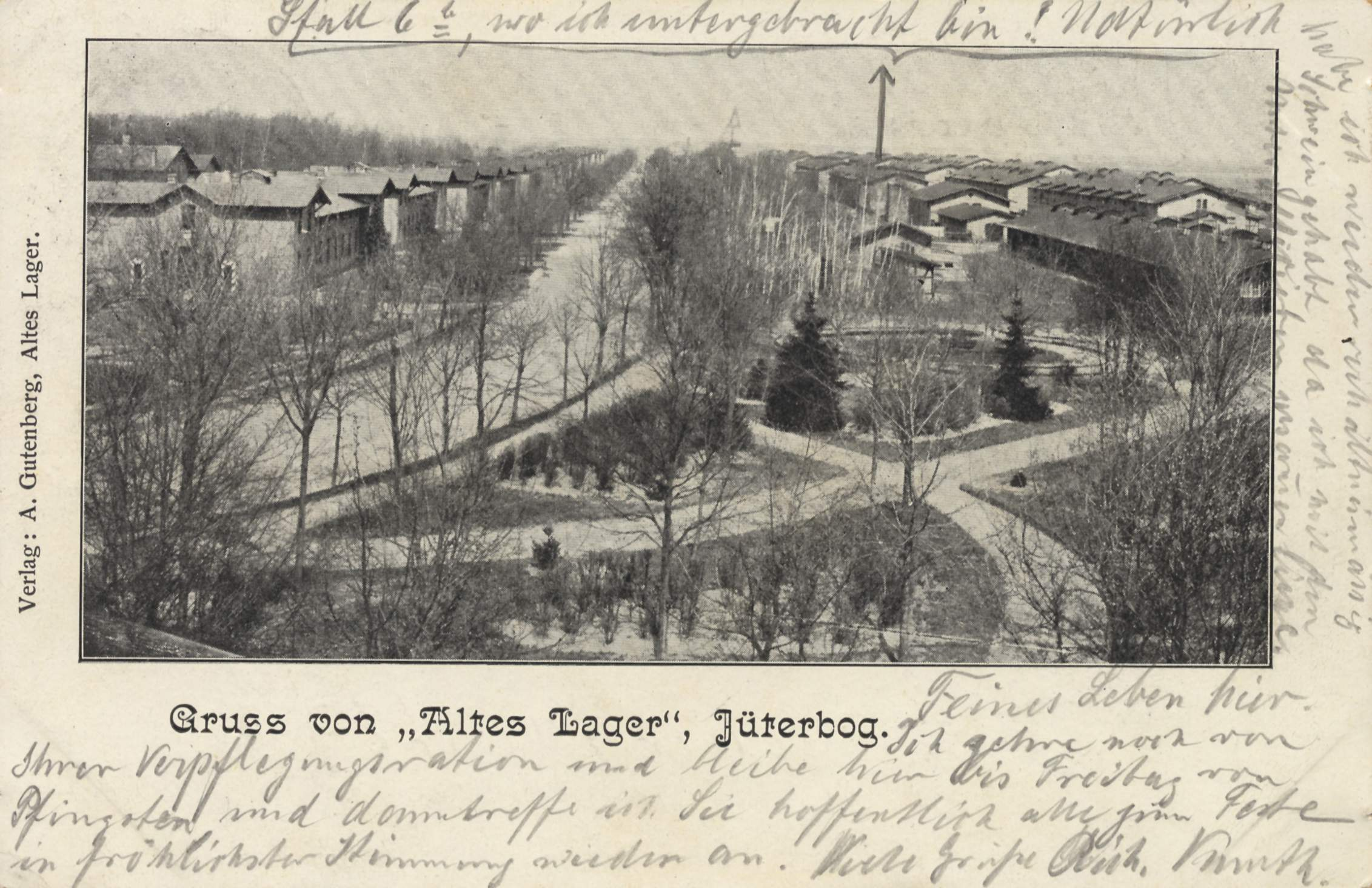
Truppenübungsplatz Altes Lager

Die Stadt umfasste zur Jahrhundertwende eine Fläche von 965,4 ha, der Schießbezirk 3355 ha. Jüterbog bestand im Jahr 1905 mit dem Wohnplatz Bürgermühle. Im Ersten Weltkrieg befanden sich bei Niedergörsdorf zwei Luftschiffhallen. Dort wurde 1933/1934 der Flugplatz Altes Lager errichtet. 1934/1935 entstand mit dem Fliegerhorst Jüterbog-Damm ein weiterer Militärflugplatz. Der Schießplatz wurde 1917 nochmals vergrößert, indem vom Gemeindebezirk Dorf Zinna weitere 549,5 ha eingemeindet wurden. Im Jahr 1928 kam der Gutsbezirk Waldau und der verbleibende Teil des Gutsbezirks Kappan zum Stadtgebiet. Jüterbog bestand im Jahr 1931 mit den Wohnplätzen Bürgermühle und Waldau sowie einer Fläche von 1198,6 ha und 968 Wohnhäusern mit 2324 Haushaltungen; der Schießplatz wurden 4276 ha großen Gutsbezirk. Dort standen 48 Wohnhäuser mit 204 Haushaltungen. Zwei Jahre später begann der Siedlungsbeginn am Grünaer Weg. Im Jahr 1937 kamen die aufgelösten Dörfer Dorf Zinna, Felgentreu und Mehlsdorf zum Stadtgebiet hinzu.
In der Zeit des Nationalsozialismus hatten Rechtsreferendare von 1933 bis 1939 einen Ausbildungsabschnitt zentral im eigens hierfür auf dem Gelände des Neuen Lagers eingerichteten, nach dem nationalsozialistischen Politiker Hanns Kerrl benannten Gemeinschaftslager „Hanns Kerrl“ abzuleisten. Schätzungsweise rund 20.000 junge Juristen, darunter auch Sebastian Haffner und Karl Carstens, mussten als Pflichtprogramm während ihrer Ausbildung hieran teilnehmen und wurden acht Wochen lang im Sinne der nationalsozialistischen Ideologie geschult. Weiterhin wurden die Kasernen der preußischen Armee wieder genutzt. Der Schießplatz wurde 1940 zum Wehrmachtsgutbezirk erklärt. Eine Statistik von 1939 führte einen land- und forstwirtschaftlichen Betrieb mit einer Fläche von mehr als 100 ha auf. Weitere 18 Betriebe umfassten Flächen zwischen 20 und 100 ha, 23 zwischen 10 und 20 ha, 11 zwischen 5 und 10 ha sowie 92 zwischen 0,5 und 5 ha.

### Nachkriegszeit und DDR
Im März/April 1945 wurde in Jüterbog der letzte Großverband der Wehrmacht, die RAD-Infanterie-Division „Friedrich Ludwig Jahn“ aufgestellt. Von den Zerstörungen des Zweiten Weltkrieges blieb die Stadt weitgehend verschont. Erst am 18. April 1945 flogen die USAAF gegen die Bahnanlagen einen größeren Luftangriff, von dem die Innenstadt aber nicht betroffen war. Am 20. April besetzte die Rote Armee Jüterbog ohne schwere Kämpfe. In der Folge waren GSSD-Truppen in der Stadt stationiert. Bei der Bildung des Landes Brandenburg verlor Jüterbog den Kreissitz an Luckenwalde, erhielt ihn aber mit den Kreisreformen in der DDR 1952 zurück. Die territoriale Neugliederung in Bezirke ließ zwei Kreise entstehen, den Kreis Jüterbog und den Kreis Luckenwalde (beide Bezirk Potsdam). Im Jahr 1948 wurden im Rahmen der Bodenreform 1255,1 ha enteignet und dabei 936,9 ha aus Stülpe und 52,7 ha aus Wiepersdorf zugeteilt: 120,2 ha Acker, 1,8 ha Gärten, 19,4 ha Wiese und Weide, 1106,6 ha Wald, 1,7 ha Hofräume, 0,7 ha Gewässer sowie 1 ha Wege und Ödland. Davon gingen 48,3 ha an sieben landarme Bauern und Landarbeiter, 19,2 ha an vier landarme Bauern, 77,7 ha an acht Umsiedler, 3,6 ha an drei Kleinpächter, 28,6 ha Waldzulage an 13 Altbauern, 39,6 ha an das Land Brandenburg, 1053,3 ha an die Stadt sowie 2,6 ha an den Bodenfonds. Jüterbog bestand im Jahr 1950 mit dem Ortsteil Neumarkt und den Wohnplätzen Ausbau, Bürgermühle, Grünaer Siedlung, Gut Waldau, Häuser gegenüber Haschteckslust, Jüterbog II, Kappan, Kreisgärtnerei, Quellenhof, Schäfers Ziegelei, Schlachthof und Werdersche Siedlung; 1957 mit dem Ortsteil Neumarkt und den Wohnplätzen Ausbau, Bürgermühle, Grünaer Siedlung, Kappan, Quellenhof und Werdersche Siedlung. Die Flurstücke 247–249 und 261 (1 und 2, Gebiet Hauschteckslust) kamen 1968 nach Grüna.
Die industrielle Entwicklung beschränkte sich auf die Verarbeitung landwirtschaftlicher Produkte und die Instandhaltung bzw. Mechanisierung dieses Wirtschaftszweiges. Im Jahr 1960 gründeten neun Mitglieder eine LPG Typ I mit 61 ha Fläche, die 1967 an die LPG Typ III Neumarkt angeschlossen wurde. Es gab außerdem eine GPG mit 27 Mitgliedern, die Dalichow KG Mineralwasserfabrik mit 23 Beschäftigten (davon 16 Produktionsarbeiter), die Jüterboger Konservenfabrik mit 19 Beschäftigten (davon 16 Produktionsarbeiter) sowie die MTS Spezialwerkstatt mit 133 Beschäftigten (davon 93 Produktionsarbeiter). Außerdem bestand der VEB Möbel mit 155 Beschäftigten (davon 136 Produktionsarbeiter), der VEB Nahrung und Genuss mit 116 Beschäftigten (davon 93 Produktionsarbeiter), die Tierkörperverwertung mit 12 Beschäftigten (davon 10 Produktionsarbeiter) sowie die VdgB Molkereigenossenschaft mit 59 Beschäftigten (davon 43 Produktionsarbeiter).

### Seit der Wiedervereinigung

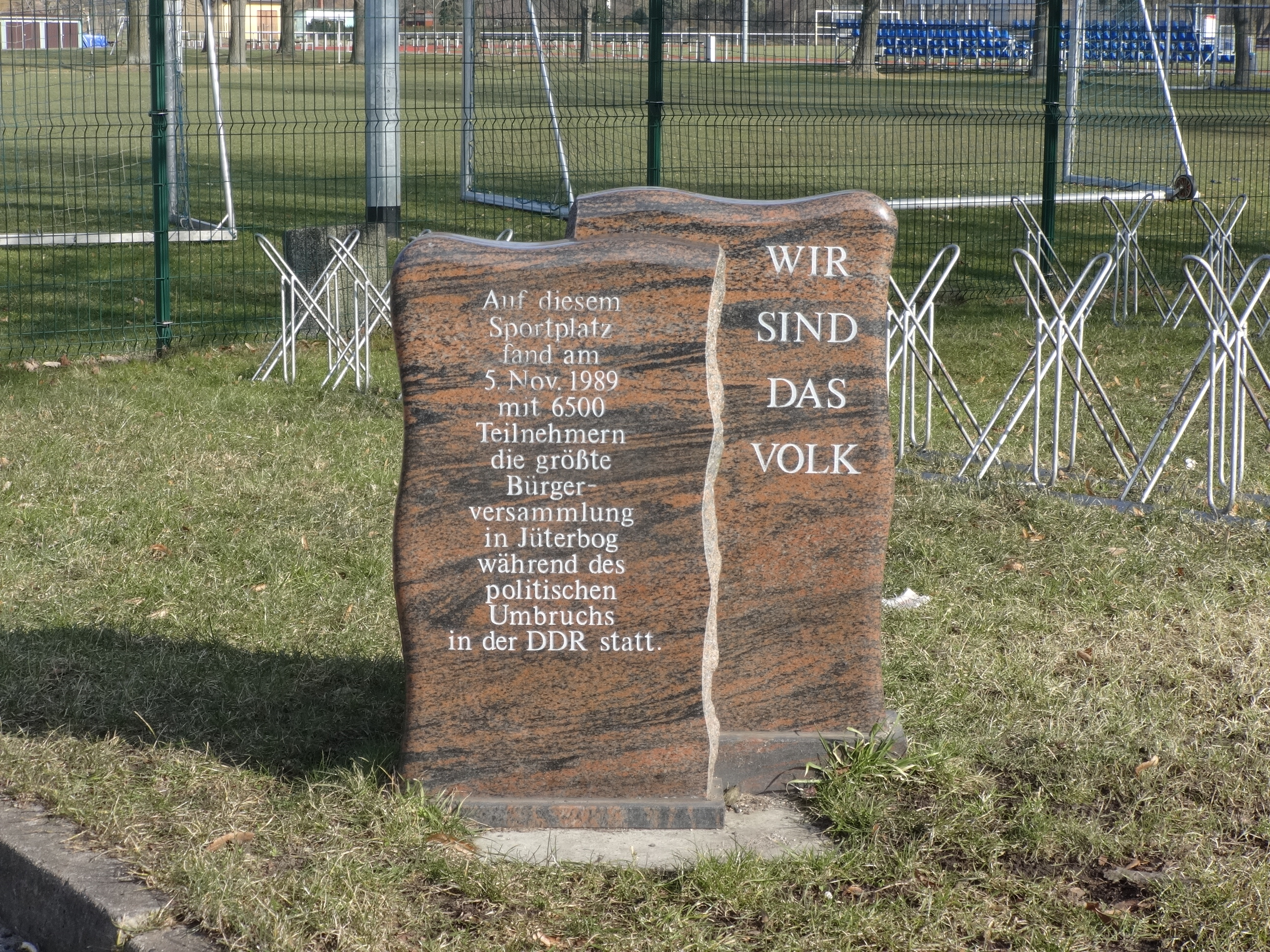
Gedenkstein zur Wiedervereinigung

Die Perestroika-Reformen unter Gorbatschow und ein Staatsvertrag zwischen der DDR und der UdSSR führten bereits im Mai 1989 zum Abzug der 32. Garde-Panzerdivision „Poltawa“. Die politische Wende in der DDR beendete die militärische Tradition. Im April 1994 verließ der letzte Soldat die Region.
In der Umgebung von Jüterbog kommt es häufiger zu teils ausgedehnten Waldbränden, bei denen sich das Löschen schwierig gestaltet, da Teile der Wälder wegen starker Munitionsbelastung nicht betreten werden können.  Im Juni 2019 kam es auf dem ehemaligen Truppenübungsplatz Jüterbog zum bis dato größten Waldbrand Brandenburgs seit den 1970er Jahren. Insgesamt brannten rund 750 ha Land. Der Brand dauerte mehrere Tage und konnte schließlich durch Feuerwehr und einsetzenden Regen gestoppt werden. Ende Mai 2023 kam es erneut zu einem großen Waldbrand, der mit Stand 12. Juni 2023 eine Fläche von mehr als 733 ha erreichte.
Nach der Neugründung der Länder im Jahr 1990 wurde der Kreis Jüterbog Teil des Landes Brandenburg. Durch die Kreisreform entstand 1993 aus den bisherigen Kreisen Jüterbog, Luckenwalde und Zossen der Landkreis Teltow-Fläming.

### Eingemeindungen
Am 1. Juni 1936 wurde das südlich angrenzende Dorf Damm in die Stadt eingemeindet, und am 1. Juli 1950 folgte die Eingemeindung des östlich angrenzenden Dorfes Neumarkt. Am 31. Dezember 1997 wurden die bisher selbstständigen Orte Grüna, Kloster Zinna, Markendorf (mit dem am 1. Juli 1950 eingemeindeten Ort Fröhden), Neuheim, Neuhof und Werder in die Stadt Jüterbog eingegliedert.

### Ortsname
Der Name hat eine ganze Reihe von Deutungen erfahren. Die Diskussion darüber ist letztlich immer noch nicht abgeschlossen.
Die sehr weit verbreitete Deutung, dass der Name vom slawischen Jutrobog „Morgengott“ (nach jutro „Morgen“ und bog „Gott“) abgeleitet sei, findet sich schon bei Melanchthon im 16. Jahrhundert und fand Eingang in das Zedler-Universallexikon von 1732 bis 1754 und damit in die folgende Literatur. Eine solche Erklärung legte die Schlussfolgerung nahe, an diesem Ort sei eine westslawische Gottheit verehrt worden, bevor diese Stätte von deutscher Seite (vermutlich durch Otto I.) erobert und unter Wahrung des slawischen Namens christianisiert worden war. Schon bei Saxon Grammaticus finden wir einen Hinweis, dass die Slawen einen Morgengott (= Jutrobog) verehrten. (Saxon Grammaticus, Gesta Danorum)
Eine andere Deutung gründet ebenfalls auf einen slawischen Ursprung, wobei nur die Endung bog (in der Rückführung auf das Altsorbische) auf bok „Seite, Flanke, Abhang“ verkürzt etymologisch anders abgeschlossen wird.
Schlimpert (1991) schlägt eine andere Erklärung vor. Er weist darauf hin, dass Jüterbog nicht nur der Name der Stadt ist, sondern auch der Name einer mittelalterlichen terra (Landschaft, meist auch Herrschaftsbereich) und ein Gewässername. Gewässernamen seien häufig Ursprung für die Bildung von Landschaftsnamen und davon wiederum abgeleitet auch für Städtenamen. Das Grundwort -bok ist in mehreren polnischen Gewässernamen enthalten und wird von der polnischen Forschung als Ableitung von einem germanischen Gattungswort baka oder baki „Bach“ erklärt. Deshalb bringt Schlimpert zur Diskussion, ob Jüterbog nicht ein aus dem Germanischen stammender Gewässername sein könnte. 1307 wird ein Abschnitt oder einer der Nebenarme der Nuthe als Juterboch bezeichnet. Wenn also der Bestandteil -bog sich von germanisch -bak herleiten lässt, ist dies auch für den ersteren Namensbestandteil Jutro- nicht auszuschließen. Schlimpert verweist auf die Itter, einen rechten Nebenfluss des Neckars, der in den oberen Abschnitten auch die Namen Euterbach bzw. Itterbach trägt. Er wird 628 als Jutraha und 798 als Utraha urkundlich genannt. Denkbar ist eine Verbindung des Namensbestandteils Jutr- mit der indoeuropäischen Wurzel aued-/aud-/ud- mit r-Erweiterung, etwas in udros = Wassertier (vgl. der Gewässername Otter, Nebenfluss der Bever). Schlimpert favorisiert somit die Deutung, dass die einwandernden Slawen einen germanischen Gewässernamen Utr-bak/Iutr-bak vorfanden, den sie slawisch umdeuteten und als (slaw.) jutro „Morgen“ und bok „Seite“ übernahmen. Der Gewässername wurde später auf die terra und die Stadt übertragen. Im Raum Jüterbog wurden spätvölkerwanderungszeitliche und frühslawische Funde gemacht, die für einen Kontakt von verbliebener germanischer Bevölkerung und einwandernden Slawen sprechen.
Der im Wappen geführte Bock beruht auf Volksetymologie und redet für den Teil des Ortsnamens.

## Bevölkerungsentwicklung
| Jahr | Einwohner |
| ---- | --------- |
| 1875 | 06 803    |
| 1890 | 07 211    |
| 1910 | 07 632    |
| 1925 | 09 678    |
| 1933 | 10 355    |
| 1939 | 12 595    |

| Jahr | Einwohner |
| ---- | --------- |
| 1946 | 15 137    |
| 1950 | 15 912    |
| 1964 | 14 275    |
| 1971 | 13 882    |
| 1981 | 12 899    |
| 1985 | 12 566    |

| Jahr | Einwohner |
| ---- | --------- |
| 1990 | 12 272    |
| 1995 | 11 440    |
| 1999 | 13 917    |
| 2005 | 13 141    |
| 2010 | 12 668    |
| 2015 | 12 314    |

| Jahr | Einwohner |
| ---- | --------- |
| 2020 | 12 423    |
| 2021 | 12 382    |
| 2022 | 12 792    |
| 2023 | 12 843    |
| 2024 | 12 926    |

Gebietsstand des jeweiligen Jahres, Einwohnerzahl: Stand 31. Dezember (ab 1991), von 2011 bis 2021 auf Basis des Zensus 2011, ab 2022 auf Basis des Zensus 2022

## Politik
Die Stadtverordnetenversammlung von Jüterbog besteht aus 22 Stadtverordneten und dem hauptamtlichen Bürgermeister. Die Kommunalwahl am 9. Juni 2024 führte bei einer Wahlbeteiligung von 64,4 % zu folgendem Ergebnis:
| Partei / Wählergruppe        | Stimmenanteil 2019 | Sitze 2019 |        | Stimmenanteil 2024 | Sitze 2024 |
| ---------------------------- | ------------------ | ---------- | ------ | ------------------ | ---------- |
| SPD                          | 15,4 %             | 3          | 16,2 % | 3                  |            |
| AfD                          | 11,0 %             | 3          | 13,2 % | 3                  |            |
| Jüterbog und Ortsteile       | –                  | –          | 12,8 % | 3                  |            |
| Bauernverband Teltow-Fläming | 09,0 %             | 2          | 12,2 % | 3                  |            |
| Bürgerbündnis Jüterbog       | 15,7 %             | 4          | 11,7 % | 3                  |            |
| Wir sind Jüterbog            | 12,5 %             | 3          | 10,7 % | 2                  |            |
| Für Jüterbog                 | 19,0 %             | 4          | 10,2 % | 2                  |            |
| Die Linke                    | 10,5 %             | 2          | 07,2 % | 2                  |            |
| CDU                          | 06,0 %             | 1          | 05,8 % | 1                  |            |
| FDP                          | 00,8 %             | –          | –      | –                  |            |
| Insgesamt                    | 100 %              | 22         | 100 %  | 22                 |            |

### Bürgermeister
- 1990–2011: Bernd Rüdiger (FDP)[23]
- 2011–2025: Arne Raue (AfD; bis 2024 parteilos)[24]
- seit 2025: Christiane Lindner-Klopsch (parteilos)

Raue wurde in der Bürgermeisterwahl am 1. September 2019 mit 56,4 % der gültigen Stimmen für eine weitere Amtszeit von acht Jahren gewählt. Im November 2024 stellte der hauptamtliche Bürgermeister Raue, der bis dato parteilos war, seinen Mitgliedsantrag zur AfD. Dieser wurde einen Monat später vollzogen. Nachdem Raue bei der Wahl 2025 über das Direktmandat im Bundestagswahlkreis Brandenburg an der Havel – Potsdam-Mittelmark I – Havelland III – Teltow-Fläming I in den Bundestag gewählt worden war, legte er nach Bekanntgabe des amtlichen Wahlergebnisses am 14. März 2025 sein Amt nieder.
Lindner-Klopsch wurde bei der Bürgermeisterstichwahl am 20. Juli 2025 mit 53,6 % der Stimmen zur neuen Bürgermeisterin gewählt, die Wahlbeteiligung betrug 50,2 %. Sie war zuvor 1. Stellvertretende Bürgermeisterin und war dadurch bereits seit dem 14. März 2025 kommissarisch im Amt.

### Städtepartnerschaften
Jüterbog unterhält Städtepartnerschaften mit Waldbröl in Nordrhein-Westfalen und Aßlar in Hessen.

### Wappen, Flagge und Dienstsiegel
| Wappen von Jüterbog | Blasonierung: „In von Silber und Rot geteiltem Schild ein springender schwarzer Bock mit goldenen Hörnern und Klauen.“ |
| Wappen von Jüterbog | Wappenbegründung: Das Wappen von Jüterbog veränderte sich im Laufe der Jahrhunderte mehrfach. Ursprünglich war das Wappentier ein schreitender Bock mit weiteren Figuren im Wappen, bis ab dem 15. Jahrhundert der springende Bock geführt wurde. Er gelangte offenbar aus dem Bestreben in das Wappen, einen Teil des Stadtnamens als Symbol zu wählen, worum sich die Sage von Jutta und ihrem Bock rankt. Doch hat der Name Jüterbogs nichts mit einem Bock zu tun, vielmehr enthält er die slawischen Wörter bog „Gott“ und jutre „Morgenröte“. Die Tingierung des Schildes deutet auf die Farben des Erzbistums Magdeburg hin. Das Wappen wurde am 10. März 1998 durch das Ministerium des Innern genehmigt. |

Die Flagge ist Weiß – Rot (1:1) gestreift und mittig mit dem Wappen der Stadt belegt.
Das Dienstsiegel zeigt das Wappen der Stadt mit der Umschrift: „STADT JÜTERBOG • LANDKREIS TELTOW-FLÄMING“.

## Sehenswürdigkeiten und Kultur

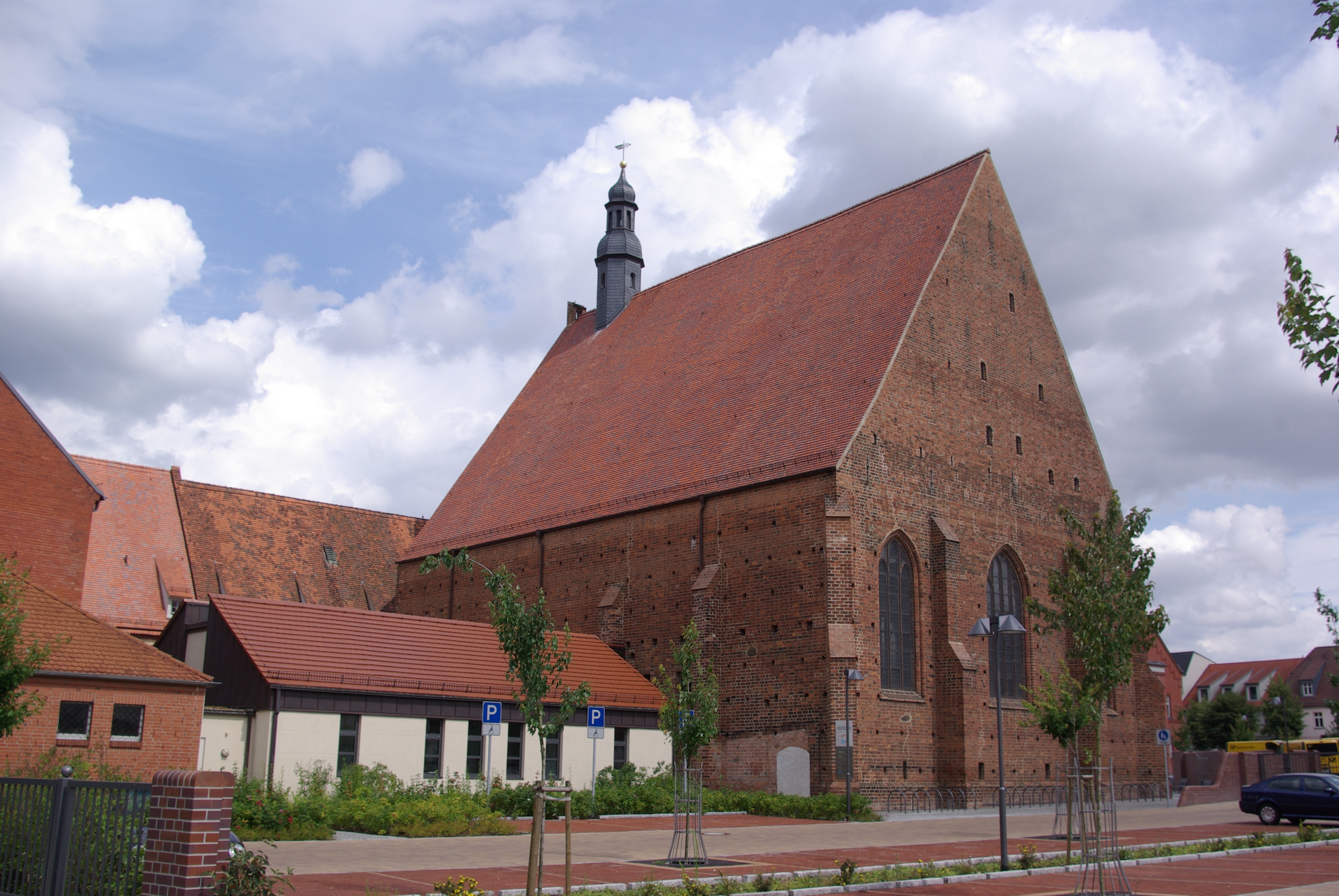
Mönchenkirche

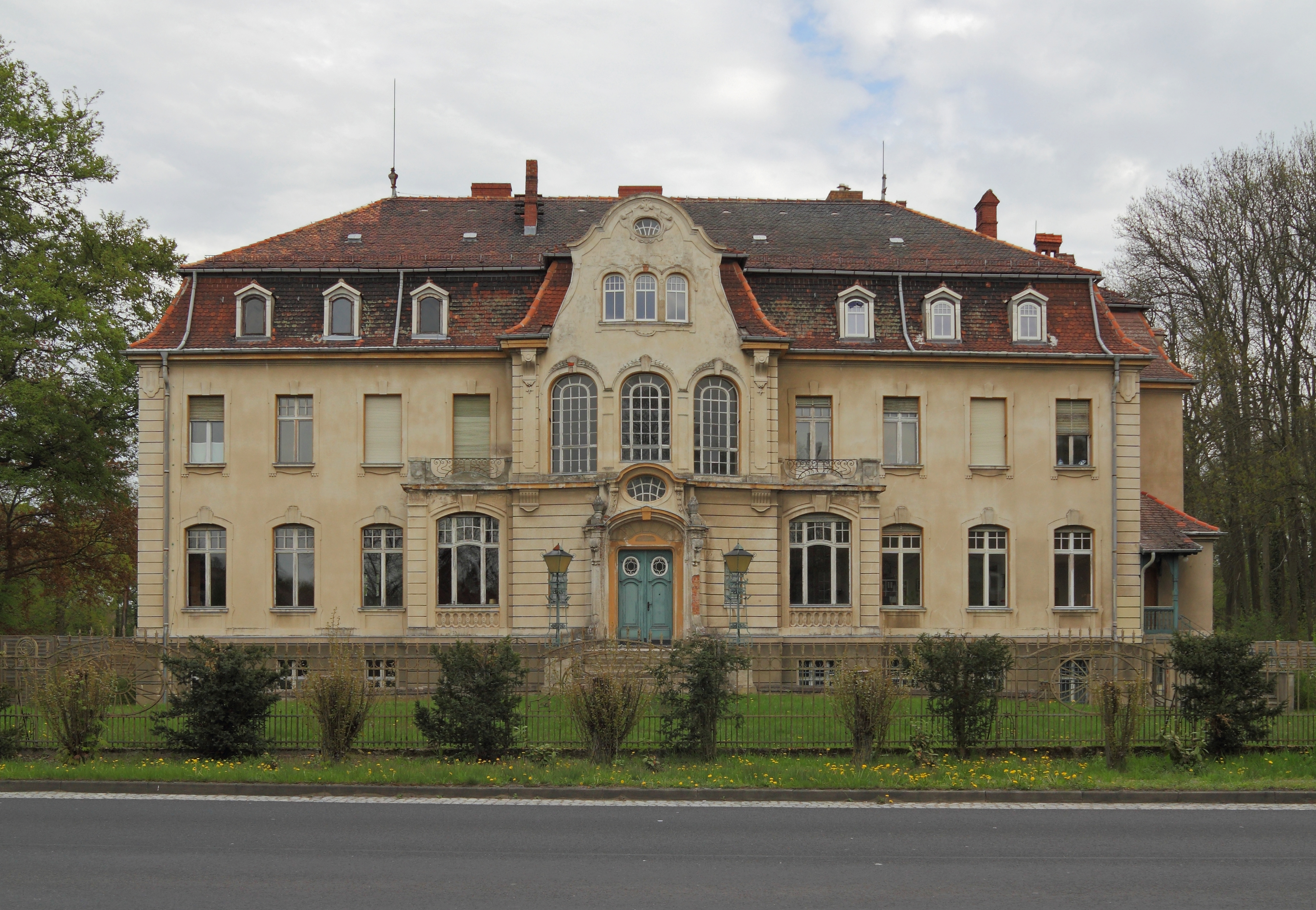
Gutshaus Kaltenhausen in Kloster Zinna

### Bauwerke
Profanbauten
- Stadtbefestigung Jüterbog (14./15. Jahrhundert), bis 1909 größtenteils abgetragen, erhalten sind drei Stadttore, von den früheren Zwingern ist keiner erhalten.
- Rathaus (Planung ab 1285, Um- und Anbauten 15. Jahrhundert), Backstein-Gotik. An der nördlichen Ecke des nordwestlichen Vorbaus Kopie der Fassadenfigur des heiligen Mauritius nach dem im Museum bewahrten Original (erste Hälfte 16. Jahrhundert)
- Haus Dr. Estrich (1919/1930, Konrad Wachsmann, Architekt), Klassische Moderne

Sakralbauten
- Liebfrauenkirche (12./13. Jahrhundert, Chor 15. Jahrhundert), zeitweise als Klosterkirche in die Zisterzienserinnenabtei Jüterbog (13. Jahrhundert, 1557 aufgelöst) eingegliedert
- Stadtkirche St. Nikolai (14./15. Jahrhundert), gotisch (uniert evangelisch)
- Mönchenkirche oder Franziskanerklosterkirche (15./16. Jahrhundert), ab 1564 evangelische Pfarrkirche und Schule, seit 1914 Eigentum der Stadt, heute Bibliothek, Theater und Konzertstätte.
- Hedwigskirche (1893), Backsteinbau, im 20. Jahrhundert umgebaut und mittels eines bogenförmigen Durchbruchs mit der älteren benachbarten gotischen Tetzelkapelle (14. Jahrhundert) verbunden (Filialkirche der katholischen Pfarrei St. Joseph, Luckenwalde)

### Geschichtsdenkmale

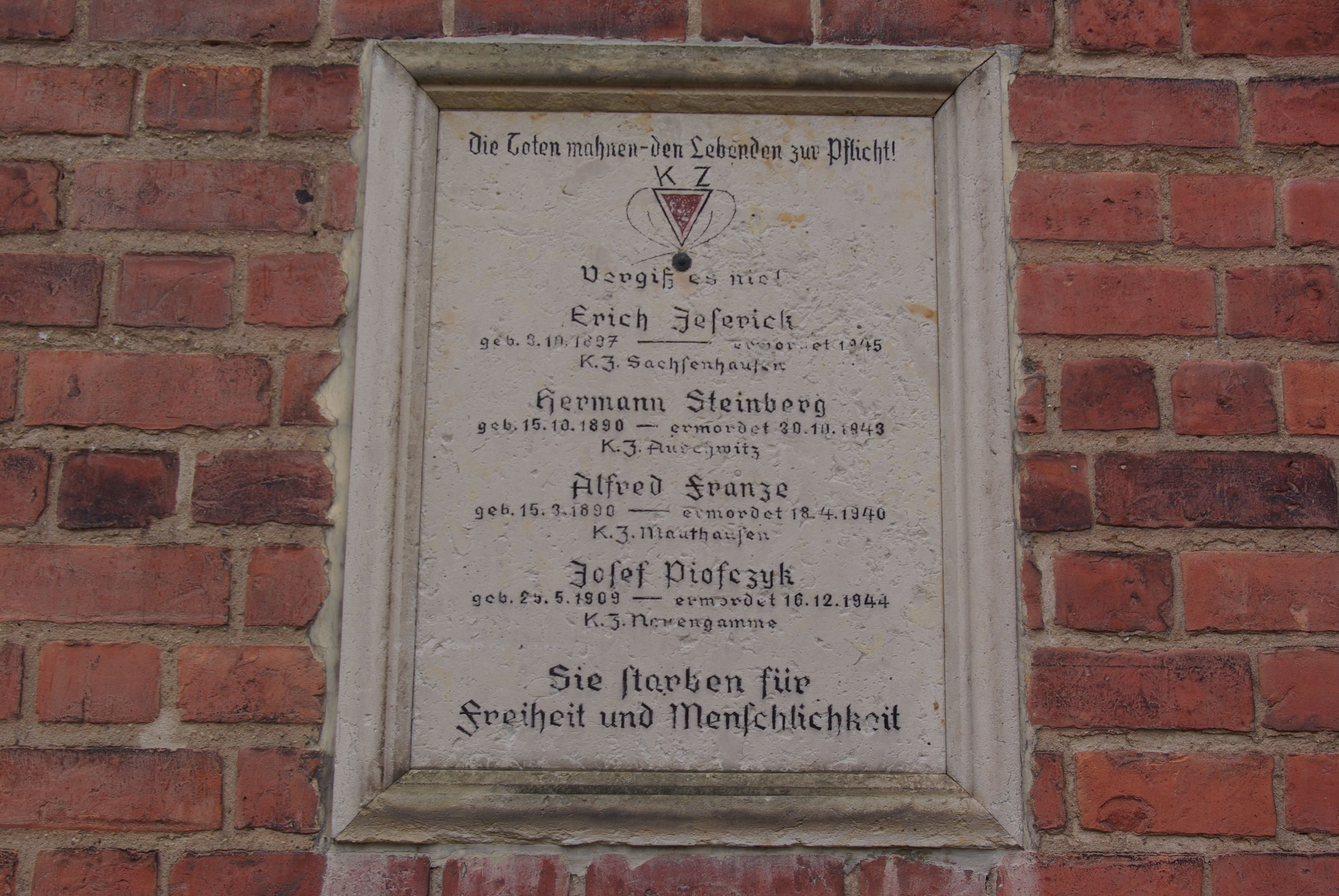
Gedenktafel am Rathaus

- Mittelalterliches Steinkreuz am Hexentanzplatz im Stadtteil Neumarkt.
- Denkmal von 1957 in der Schillerstraße für die Widerstandskämpfer der Stadt Jüterbog gegen den Faschismus
- Gedenktafel am Rathaus am Markt für vier namentlich genannte Widerstandskämpfer gegen den Nationalsozialismus
- Zwei Gedenksteine von 1975/76 für 14 polnische Zwangsarbeiter auf dem Südfriedhof am Waldauer Weg

### Naturdenkmale
Siehe Liste der Naturdenkmale in Jüterbog
- Schlosspark, eine denkmalgeschützte Anlage, deren Namen auf eine mittelalterliche Burg zurückgeht

### Jüterbog in Literatur und Kunst
- Sagen und Märchen: Der Schmied von Jüterbog.
- Albert Emil Brachvogel: Der deutsche Michael.
- Walter Petri und G. Ruth Mossner: Die Güterlok aus Jüterbog (Kinderbuch).
- Loni Heuser: Mein Herz flammt wie ein Blütenstock für Jüterbog (Text: Helmuth Krüger; Musik: Günter Neumann).
- Für die DDR-Fernsehserie Rentner haben niemals Zeit entstanden 1978–1979 die Außenaufnahmen in Jüterbog.
- Große Teile des DEFA-Spielfilms Schwierig sich zu verloben von Karl-Heinz Heymann wurden 1982 in Jüterbog gedreht.
- Szenen von Roman Polanskis Film Der Pianist von 2002 wurden in Jüterbogs Nordwesten gedreht.

## Wirtschaft und Infrastruktur

### Verkehr
Jüterbog liegt an den Bundesstraßen 101 (Luckenwalde–Herzberg (Elster)), 102 (Treuenbrietzen–Dahme/Mark) und 115 (nach Baruth/Mark). Die nächstgelegene Autobahnanschlussstelle Ludwigsfelde-Ost an der A 10 (südlicher Berliner Ring) befindet sich etwa 45 km nördlich, die Anschlussstelle Niemegk an der A 9 (Berlin–München) etwa 35 km westlich von Jüterbog.
Der Bahnhof Jüterbog liegt an den Bahnstrecken Berlin–Halle, Jüterbog–Röderau und Jüterbog–Nauen. Er wird von den Regional-Express-Linien RE 3 Stralsund / Schwedt–Berlin–Lutherstadt Wittenberg und RE 4 Falkenberg (Elster)–Berlin–Stendal sowie der Regionalbahnlinie RB 33 Potsdam Hbf–Jüterbog bedient.
Die Bahnhöfe Grüna-Kloster Zinna und Forst Zinna an der Strecke Berlin–Halle wurden 1994 geschlossen.
Die Bahnstrecke Jüterbog–Dahme (Mark) mit den Bahnhöfen Jüterbog Zinnaer Vorstadt, Bürgermühle, Markendorf und Markendorf Ost wurde 1963 stillgelegt. Es folgte 1993 der Bahnhof Werder (b Jüterbog) an der Strecke Jüterbog–Zossen.

### Sport
Im Juni 2001 wurde die Fläming-Skate-Strecke über 175 km durch den Landkreis eröffnet und ist heute Ziel zahlreicher Wochenendtouristen, die die mindestens zwei Meter breite asphaltierte Strecke zum Inlineskaten nutzen. 2005 fanden in Jüterbog die Europameisterschaften im Speedskating statt. Nun befindet sich hier auch eine Skate-Arena, die direkt an der Skaterbahn liegt.
An der Straße nach Neuheim befindet sich eine Motocross-Strecke.
Seit 1992 ist Jüterbog Landesstützpunkt für Leichtathletik. Die Wettkampfstätte „Sportplatz Am Rohrteich“ befindet sich im Stadtteil Damm an der Dennewitzer Straße. 2007 und 2008 wurden hier die Weltmeisterschaften im Ultra-Stein-Stoßen durchgeführt.
Für Wanderer führt der rund elf Kilometer lange Spitzbubenweg um die Kleinstadt.
Im Jahr 2022 gründete sich die, aus der Jüterboger Stadtwache des Heimatverein Jüterboger Land e. V. hervorgehende, Stadtwache Jüterbog der Berliner Rittergilde. Sie stellt die Stadtwache Jüterbog im 14. Jahrhundert dar und befasst sich mit dem spätmittelalterlichen Langbogenschießen und dem Schwertkampf als Teil einer spätmittelalterlichen Schlachtdarstellung. Außerdem nimmt die Stadtwache alljährlich am Jüterboger Fürstentag teil.

## Persönlichkeiten

### Söhne und Töchter der Stadt
- Peter Hafftiz (1525–1601), Schulmann und Historiker
- Hans XIV. von Rochow (1596–1660), Gutsherr und Kompanieführer des ersten stehenden Heeres der Mark Brandenburg
- Johann Deutschmann (1625–1706), Theologe
- Jeremias Deutschmann (1634–1704), Theologe
- Christian Vater (1651–1732), Mediziner
- Tobias Eckhard (1662–1737), Pädagoge und Philologe
- Friedrich Gottlob Hayne (1763–1832), Botaniker
- Emanuel Gottlieb Flemming (1772–1818), Begründer des sächsischen Blindenwesens
- Carl Friedrich Flemming (1799–1880), Psychiater
- Johann Friedrich von Brandt (1802–1879), Naturforscher
- Ida von Boxberg (1806–1893), Archäologin
- Eugen Albert Roth (1833–1909), Abgeordneter des Provinziallandtages der Provinz Hessen-Nassau
- Wilhelm Wilmanns (1842–1911), Germanist
- Gustav Wilmanns (1845–1878), Epigraphiker
- Georg Kleinecke (1852–1900), Schauspieler
- Paul Frosch (1860–1928), Bakteriologe, Virologe und Hochschullehrer
- Max Kämper (1879–1916), Höhlenforscher
- Gustav Schumann (1879–1956), Politiker (SPD), Reichstagsabgeordneter
- Hedwig Schmitz (1887–1976), Schauspielerin
- Karl Themel (1890–1973), Theologe, Mitbegründer der Deutschen Christen
- Eberhard Schmidt (1891–1977), Rechtswissenschaftler
- Georg Kempff (1893–1975), Kirchenmusiker
- Wilhelm Kempff (1895–1991), Pianist und Komponist
- Günther Gieraths (1898–1967), Bibliothekar und Militärhistoriker
- Kurt-Gerhard Klietmann (1910–1990), Ordenskundler
- Karl-Heinz Wegner (1915–2009), Journalist, Zeitschriftenchefredakteur und Filmfunktionär
- Rolf Becker (1920–2014), Verleger
- Helmut Sakowski (1924–2005), Schriftsteller
- Kurt Krüger (1925–2006), Diplomat, Botschafter der DDR in Afghanistan (1982–1986)
- Wolfgang Fischer (1928–1987), Leichtathlet
- Ulrich Wegener (1929–2017), erster Kommandeur der GSG 9
- Wolfgang Malecha (1932–1994), Offizier der Bundeswehr
- Horst Brunzlow (* 1936), Fußballspieler
- Werner Pfeil (1937–2019), Leichtathlet
- Hans Peter Hallwachs (1938–2022), Schauspieler
- Ulrich Borsdorf (* 1944), Historiker
- Hiltrud Gnüg (1944–2022), Germanistin und Hochschullehrerin
- Claus Larass (* 1944), Journalist
- Gero Pfennig (* 1945), Politiker (CDU)
- Rüdiger Pohl (* 1945), Wirtschaftswissenschaftler und Hochschullehrer
- Angelika Krüger-Leißner (* 1951), Politikerin (SPD)
- Bodo Dieckmann (* 1952), Archäologe
- Dieter Wünsch (1952–2019), Fußballspieler und -trainer
- Frank Göse (* 1957), Historiker
- Ulrich Sernow (* 1958), Volleyballspieler und -trainer
- Manfred Scheer (* 1959), Chemiker und Hochschullehrer
- Georg Stengel (* 1993), Popsänger
- Tim Kleindienst (* 1995), Fußballspieler

### Mit Jüterbog verbundene Persönlichkeiten
- Nikolaus Plate von Jüterbog († 1391), Mönch im Kloster Zinna, Titularbischof von Constantia in Phoenicia und Weihbischof
- Johann Tetzel (1465–1519), Ablassprediger in Jüterbog
- Hans Kohlhase (um 1500–1540), Vorbild für Kleists Michael Kohlhaas, Beteiligter des Rechtstages 1534 in Jüterbog
- Johann Gottlob Werner (1719–1781), evangelischer Theologe, Superintendent in Jüterbog
- Fritz Eunike (1831–1892), Kommandant auf dem Truppenübungsplatz Jüterbog
- Gustav Schalk (1848–1929), Schriftsteller, lebte in Kloster Zinna
- Erich Sturtevant (1869–1947), Maler und Regionalhistoriker, Ortschronist von Jüterbog
- Paul Backes (1900–1963), Architekt des ehemaligen Kinos „Schauburg“
- Konrad Wachsmann (1901–1980), Architekt des Hauses Dr. Estrich
- Henry Maske (* 1964), Boxer, begann seine Karriere in Jüterbog
- Jens Schöne (* 1970), Zeithistoriker und Autor, machte in Jüterbog sein Abitur
- Judith Zander (* 1980), Schriftstellerin und literarische Übersetzerin, lebt und arbeitet in Jüterbog.[33]
- Georg Stengel (* 1993), in Jüterbog aufgewachsen